# Biserica romano-catolică din Glăjărie

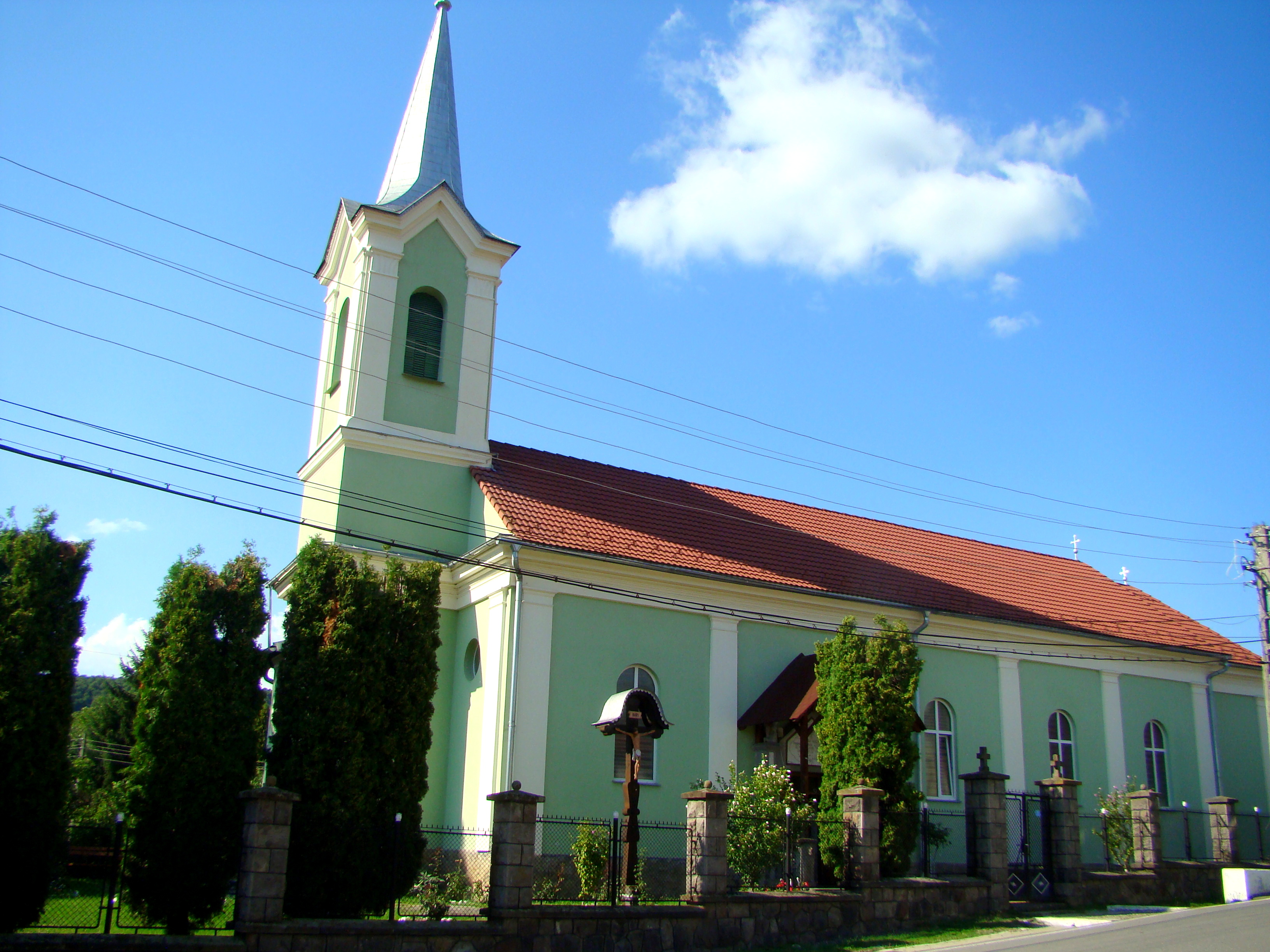
Biserica romano-catolică din Glăjărie (august 2022)

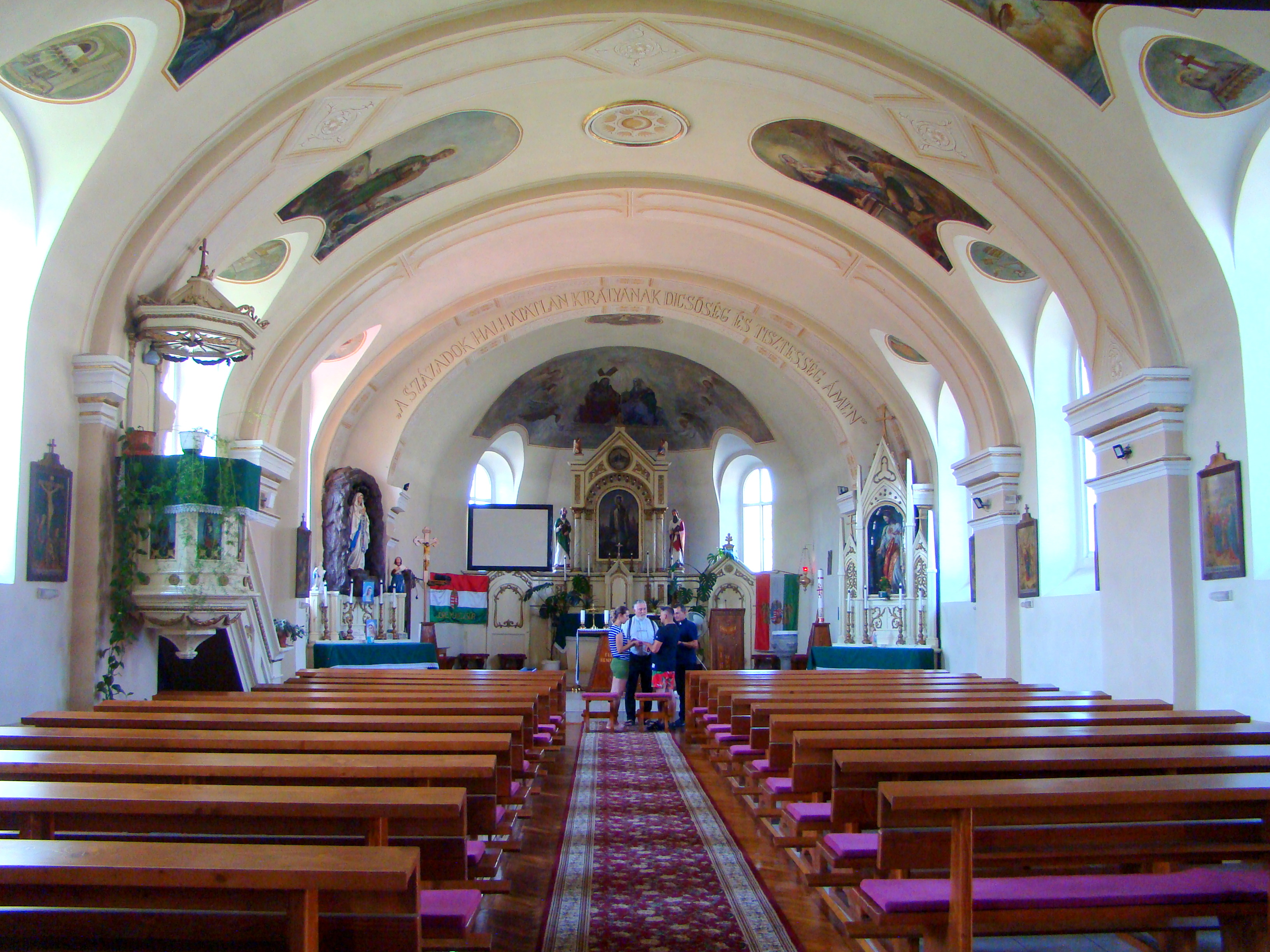
Nava spre altarul principal

Biserica romano-catolică din Glăjărie este un lăcaș de cult aflat pe teritoriul satului Glăjărie, comuna Gurghiu, județul Mureș. A fost construită la sfârșitul secolului al XVIII-lea.

## Localitatea
Glăjărie (în maghiară : Görgényüvegcsűr) este un sat în comuna Gurghiu din județul Mureș, Transilvania, România. Prima mențiune documentară este din anul 1760 .

## Biserica
Pentru muncitorii aduși din Moravia, Silezia și din Secuime ca să lucreze la fabrica de sticlărie din localitatea recent apărută, în anul 1781 a fost construită o capelă din lemn, ca să nu fie nevoiți să se deplaseze 10 km până la biserica din Gurghiu. În anul 1789 a fost construită actuala biserică, ce are hramul Sfântului Ioan de Nepomuk. În anul 1900 a fost ridicată la rang de parohie. Într-o localitate cu o populație majoritar maghiară, catolicii sunt preponderenți.

## Vezi și
- Glăjărie, Mureș

## Imagini din exterior

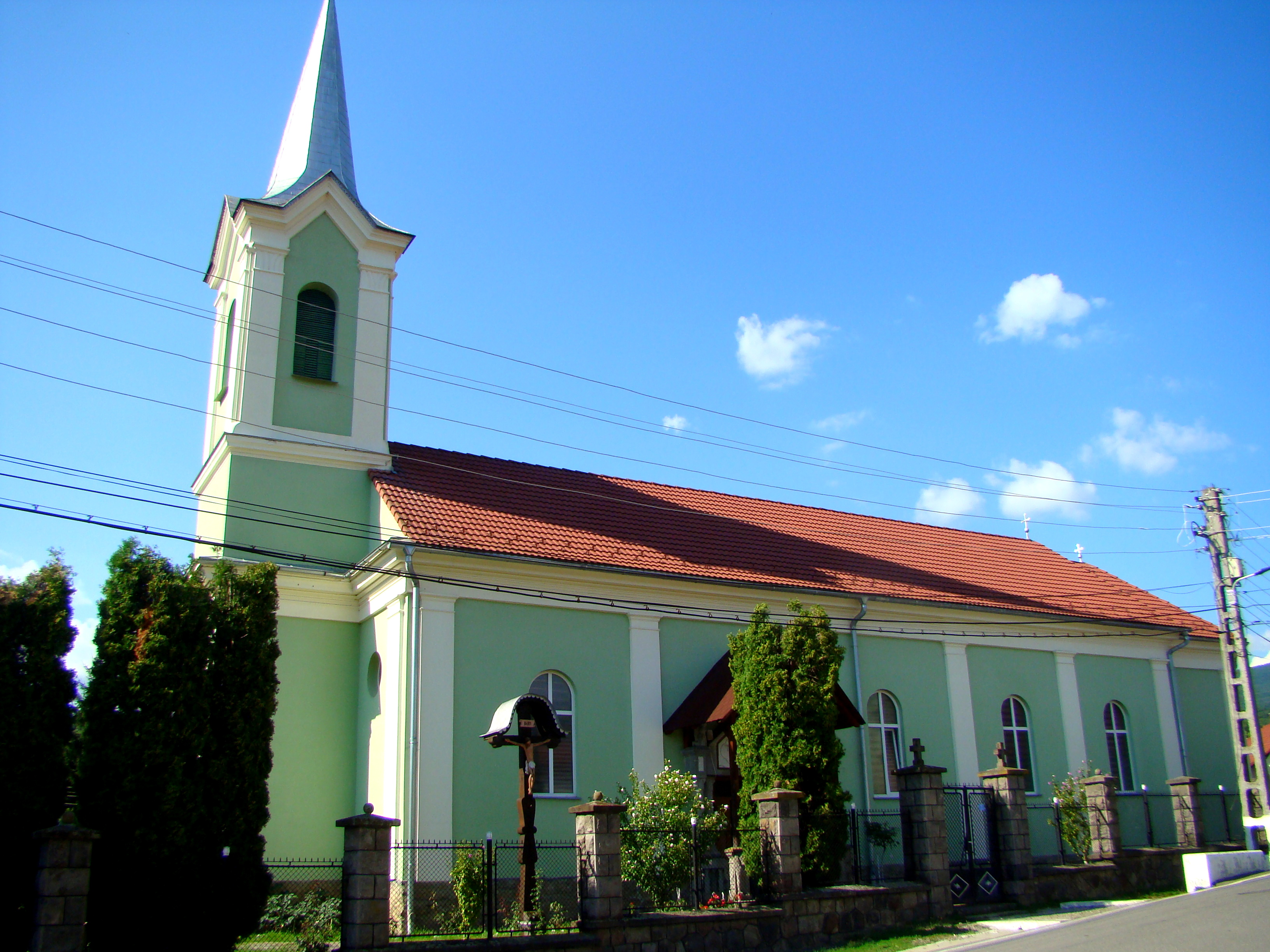
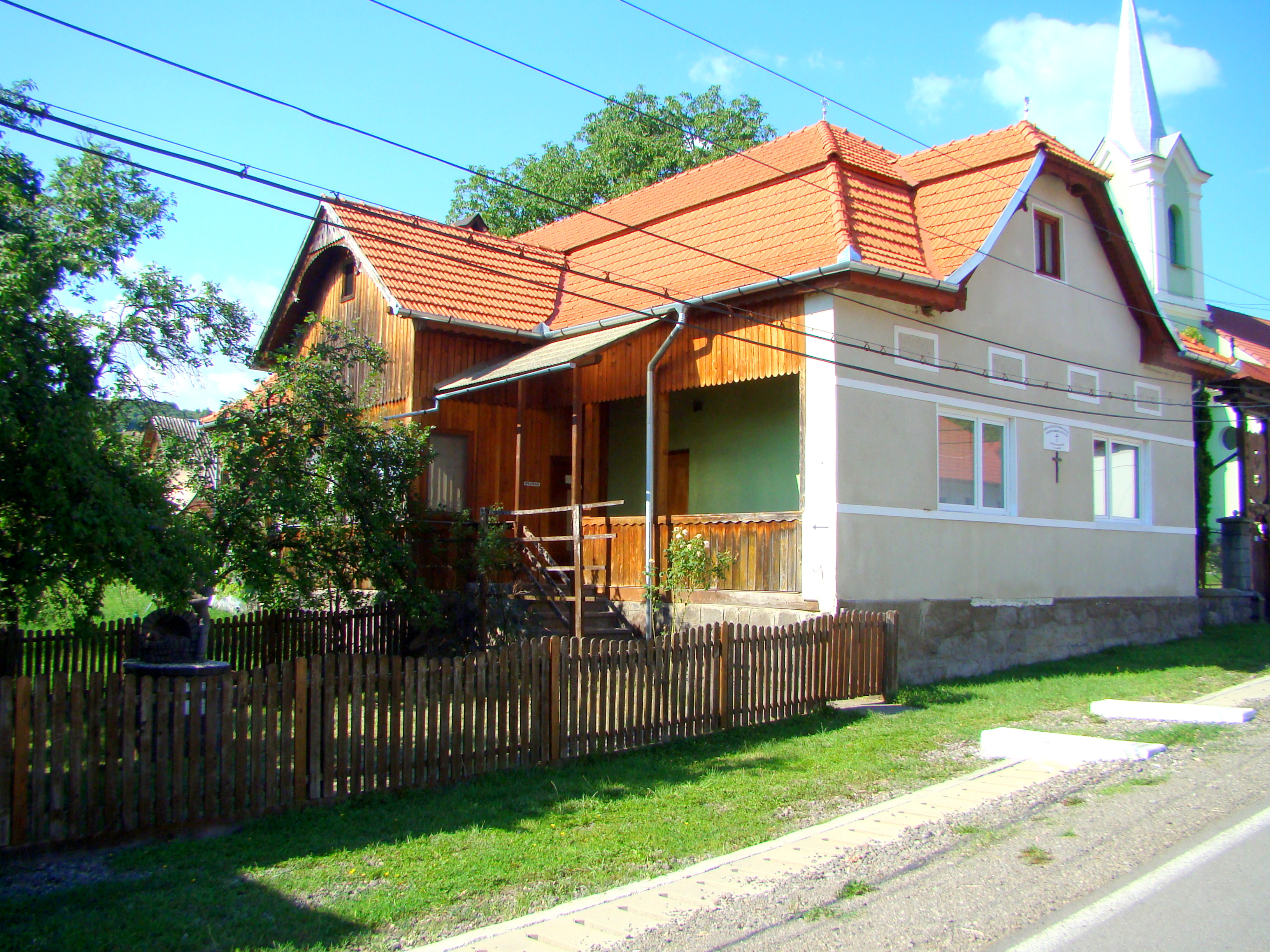
Casa parohială
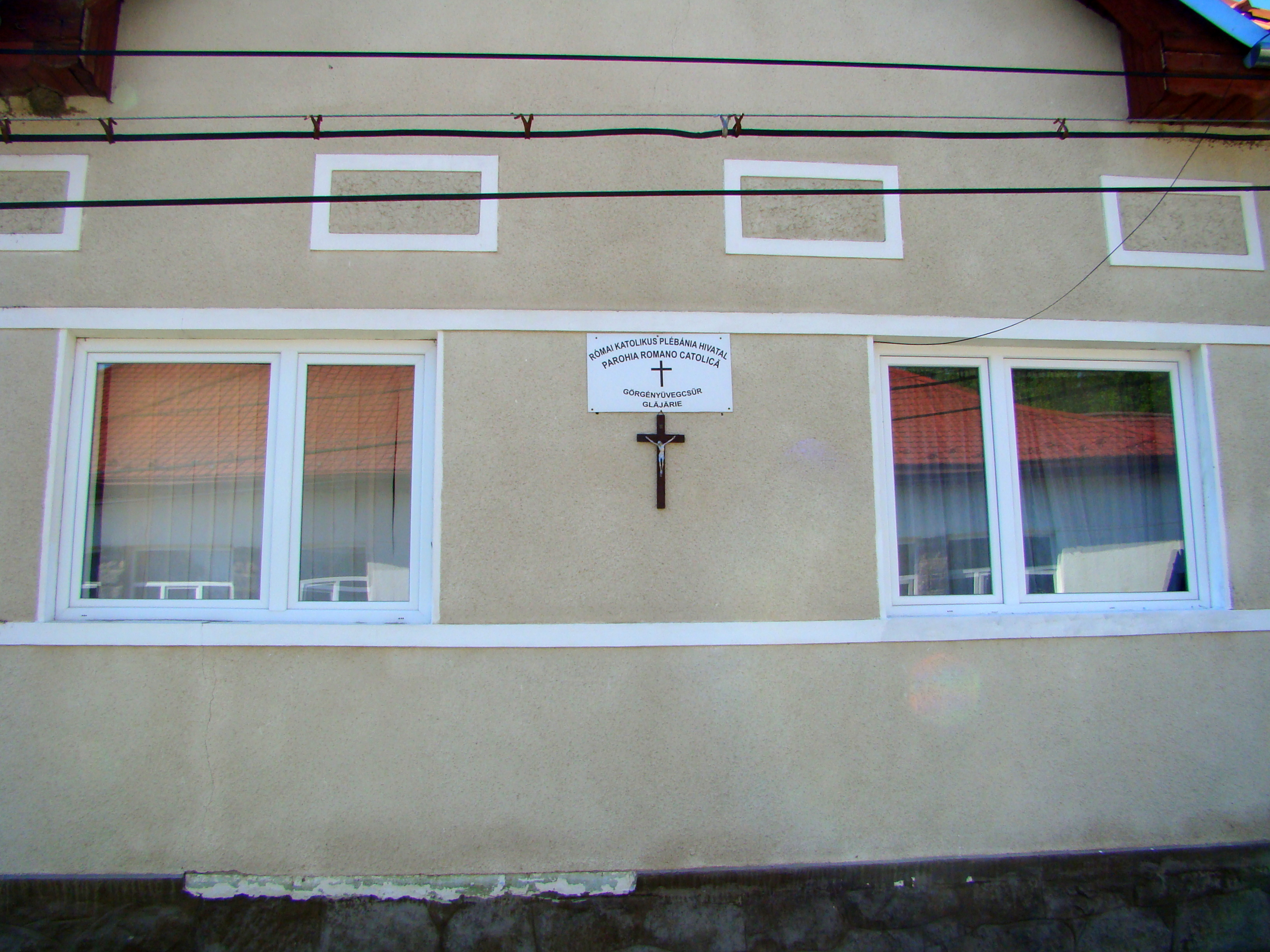
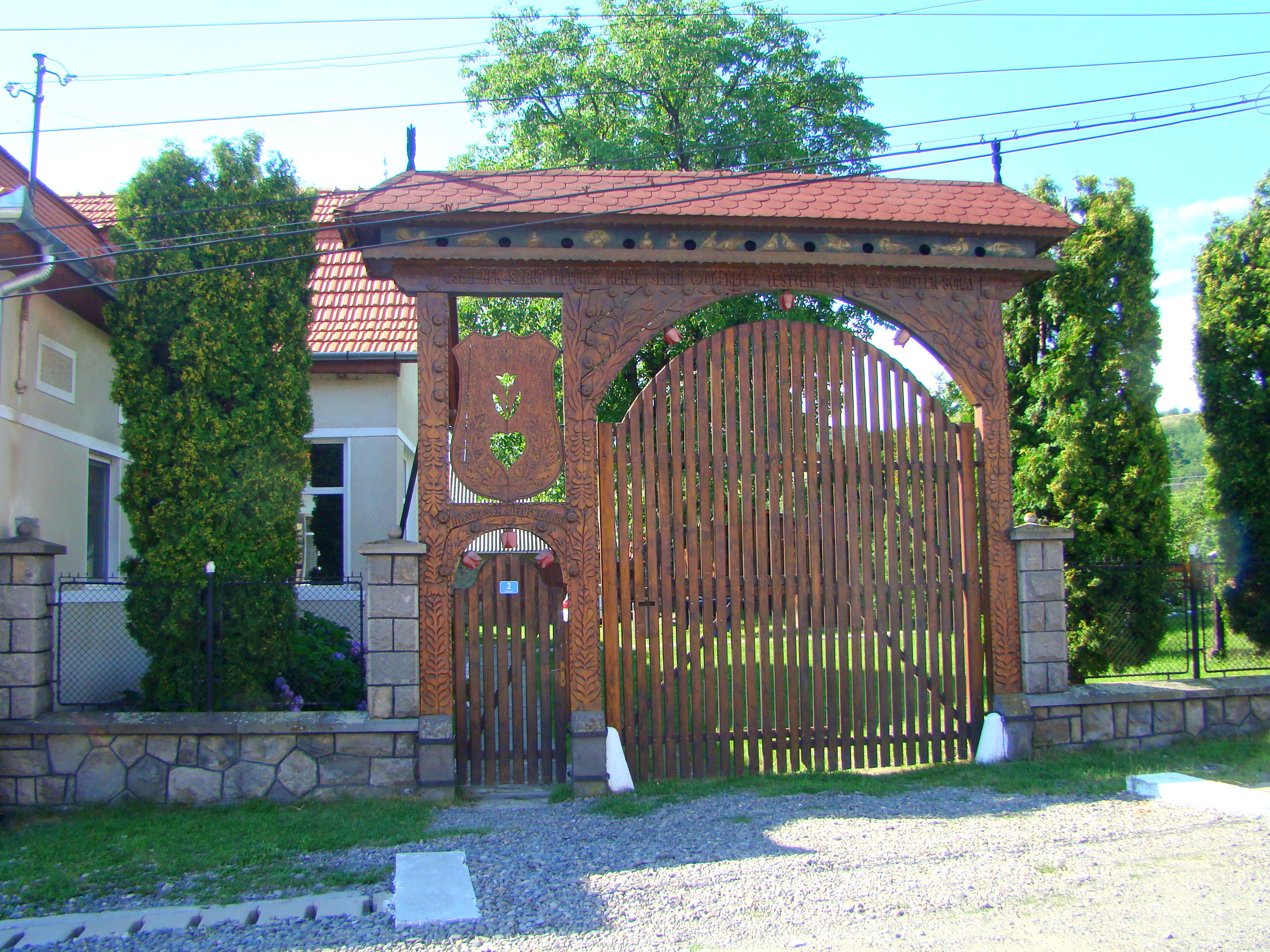
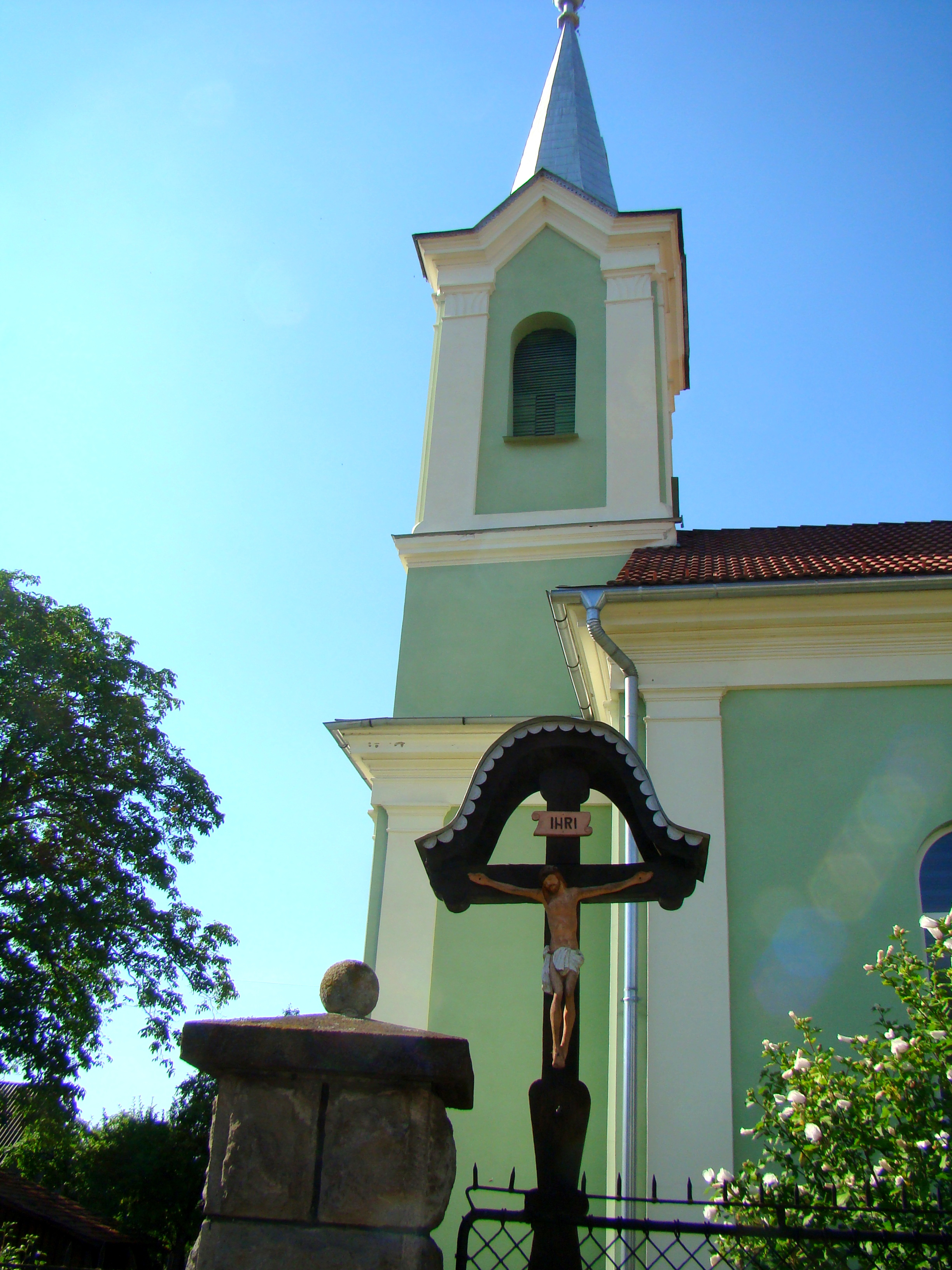
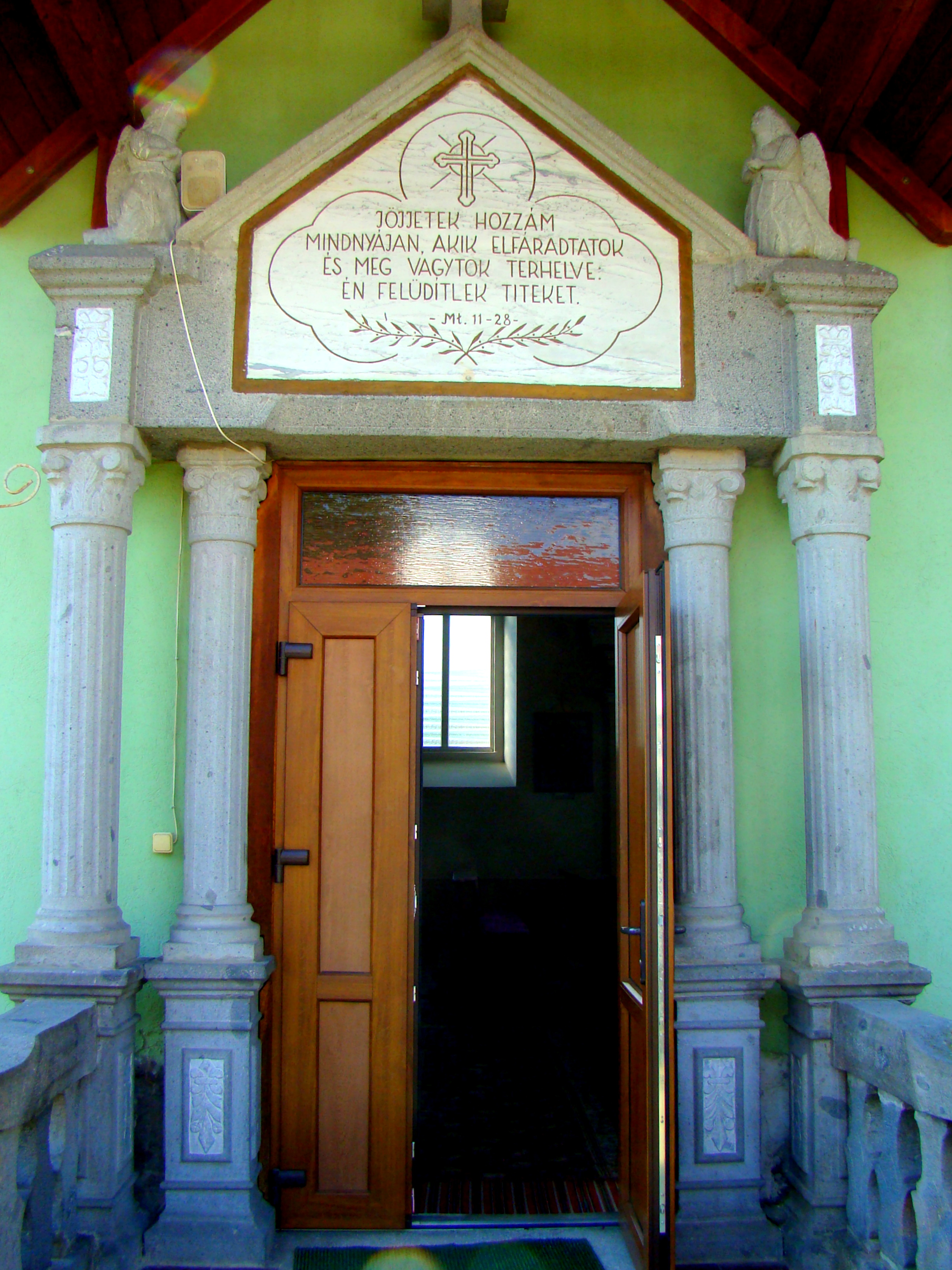
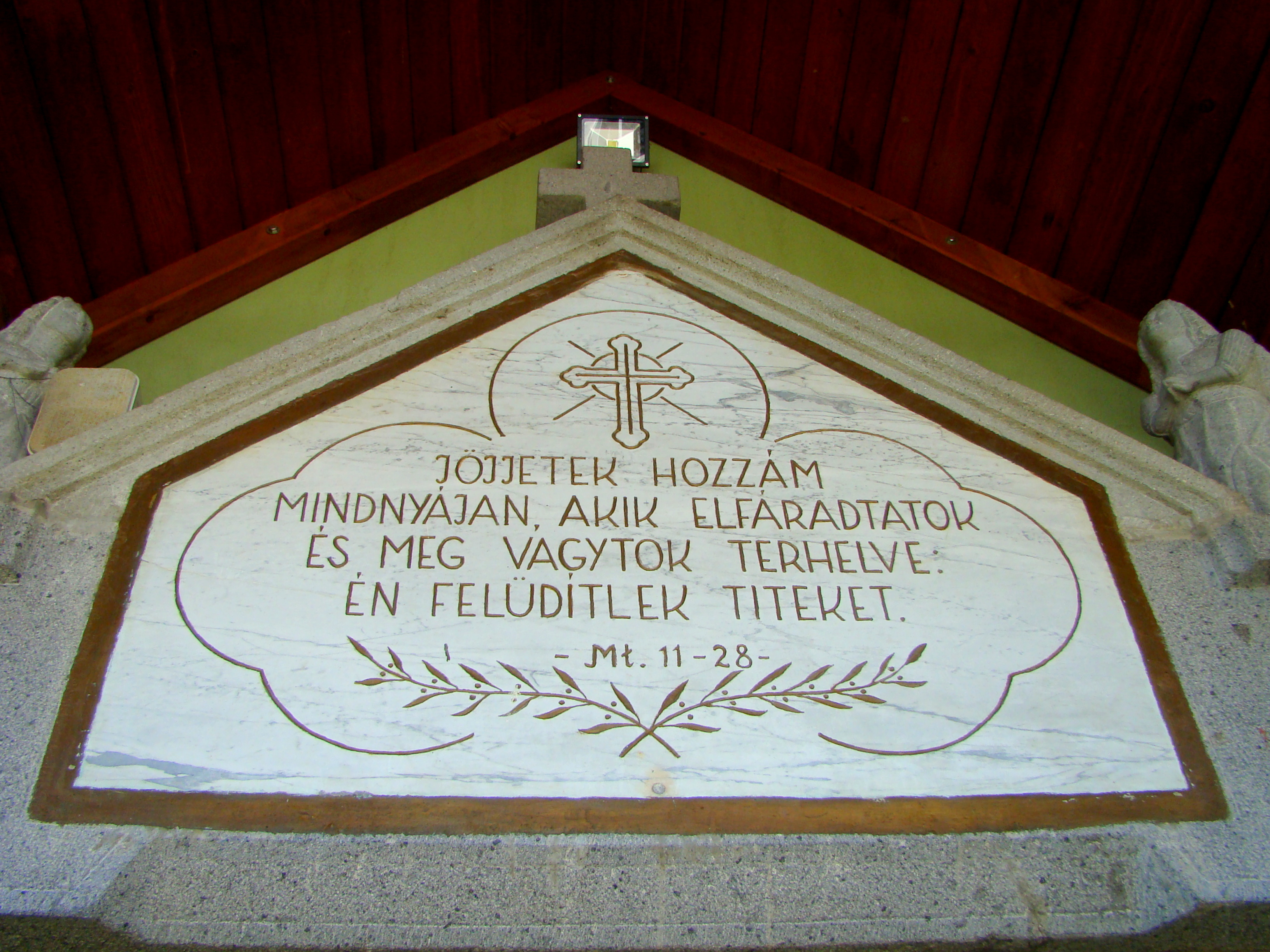
„Veniți la Mine toți cei osteniți și împovărați și Eu vă voi da odihnă." (Matei 11:28)
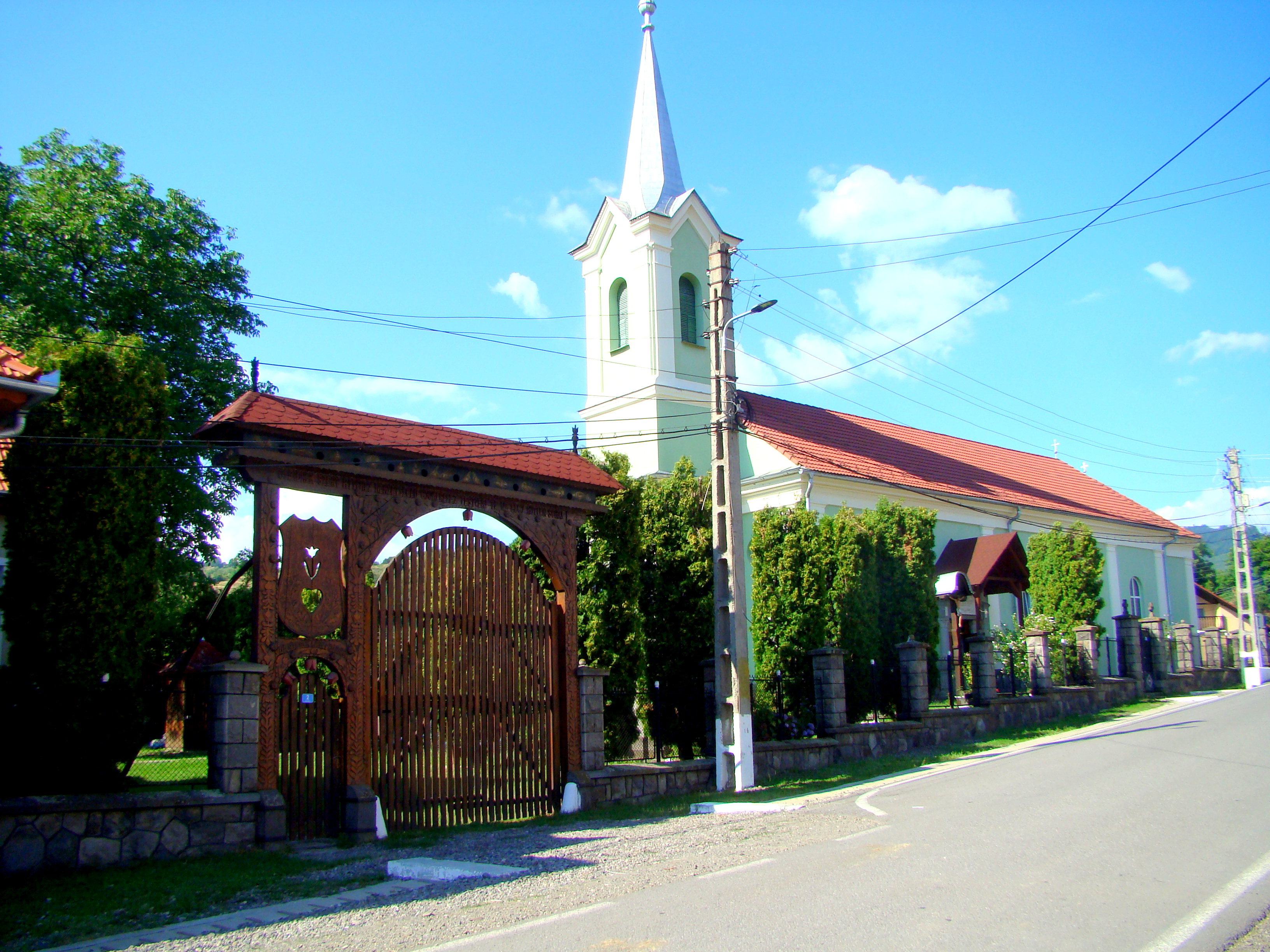
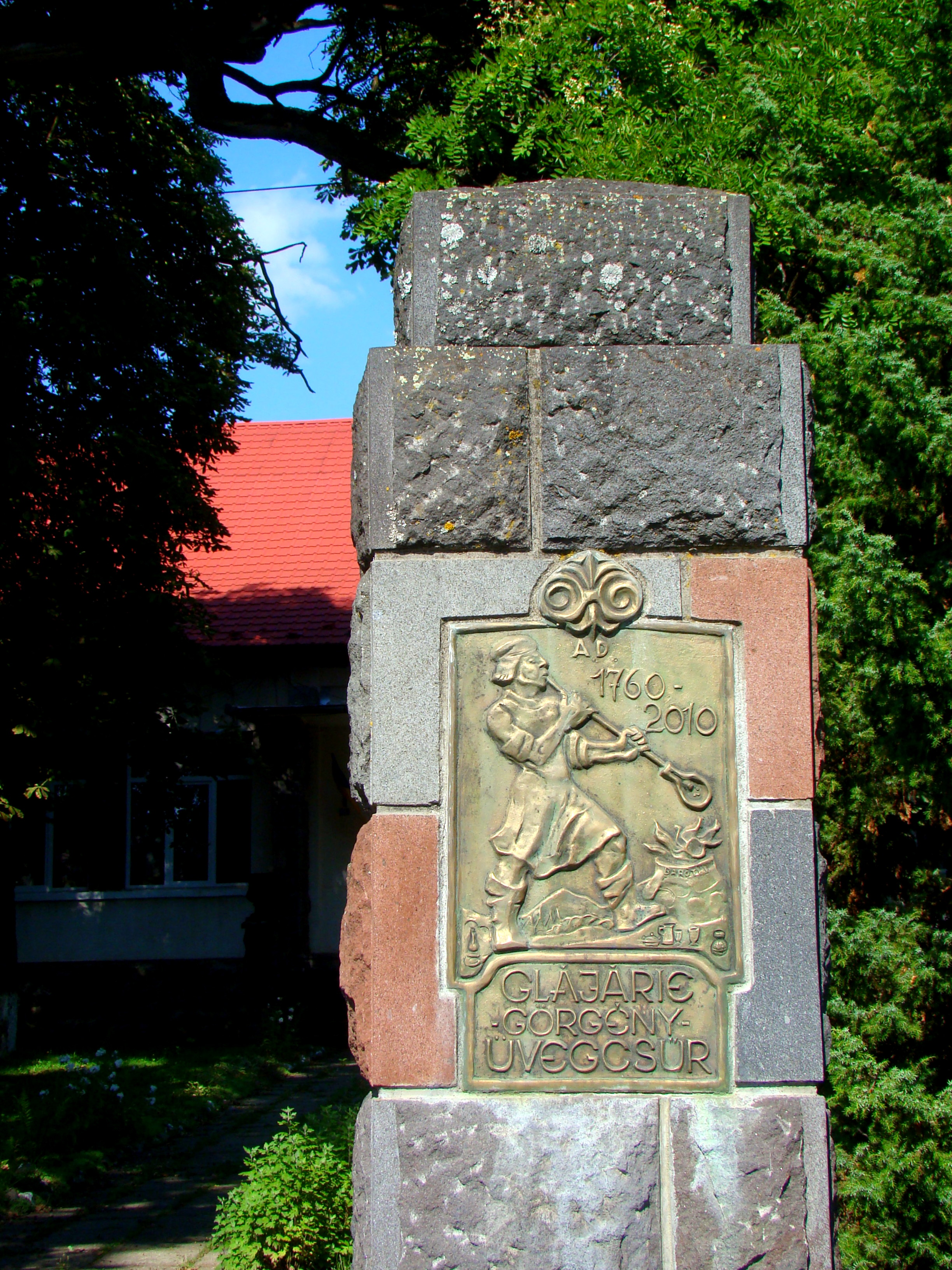
Monumentul care marchează 250 de ani de la atestarea localității

## Imagini din interior

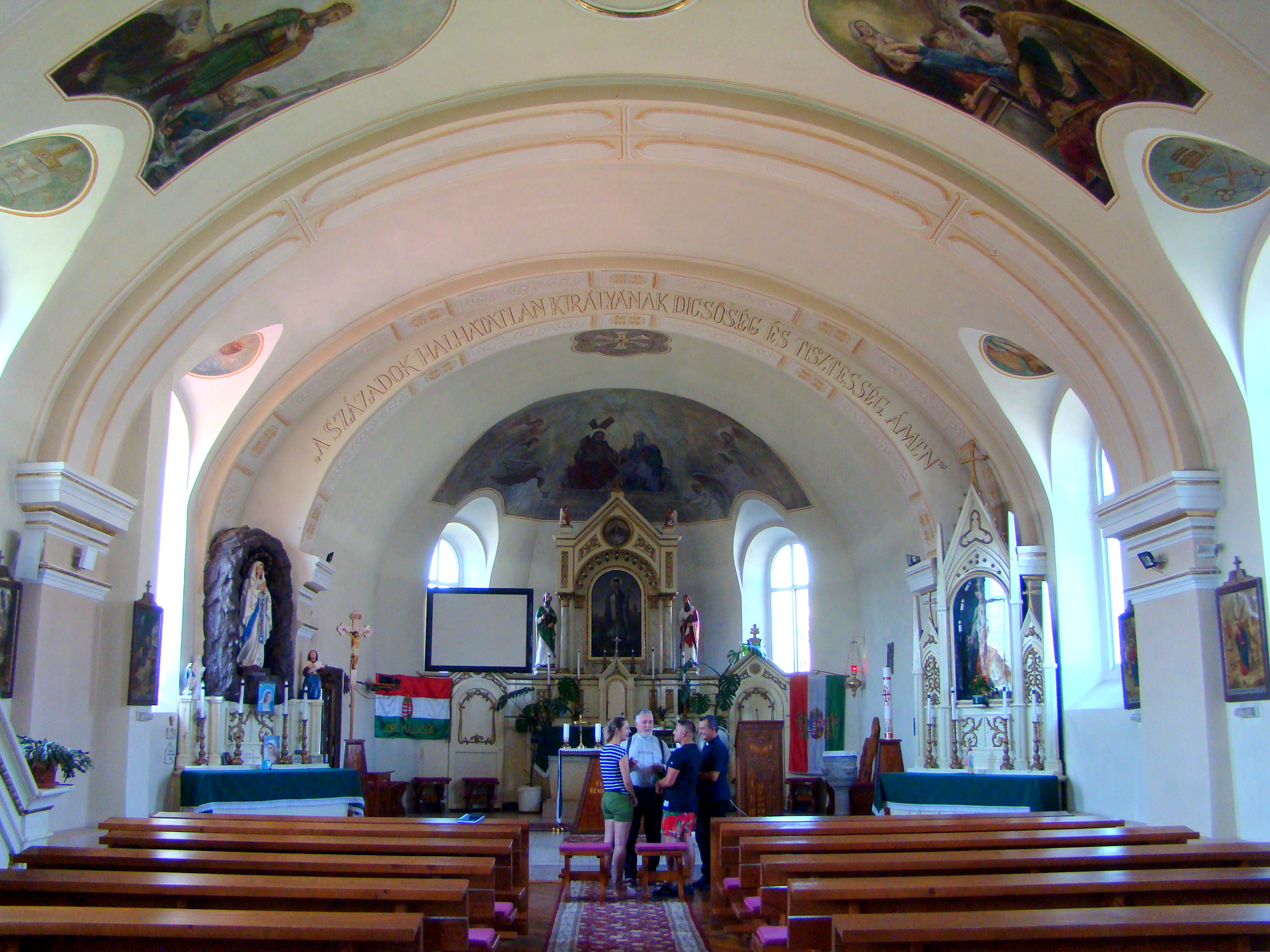
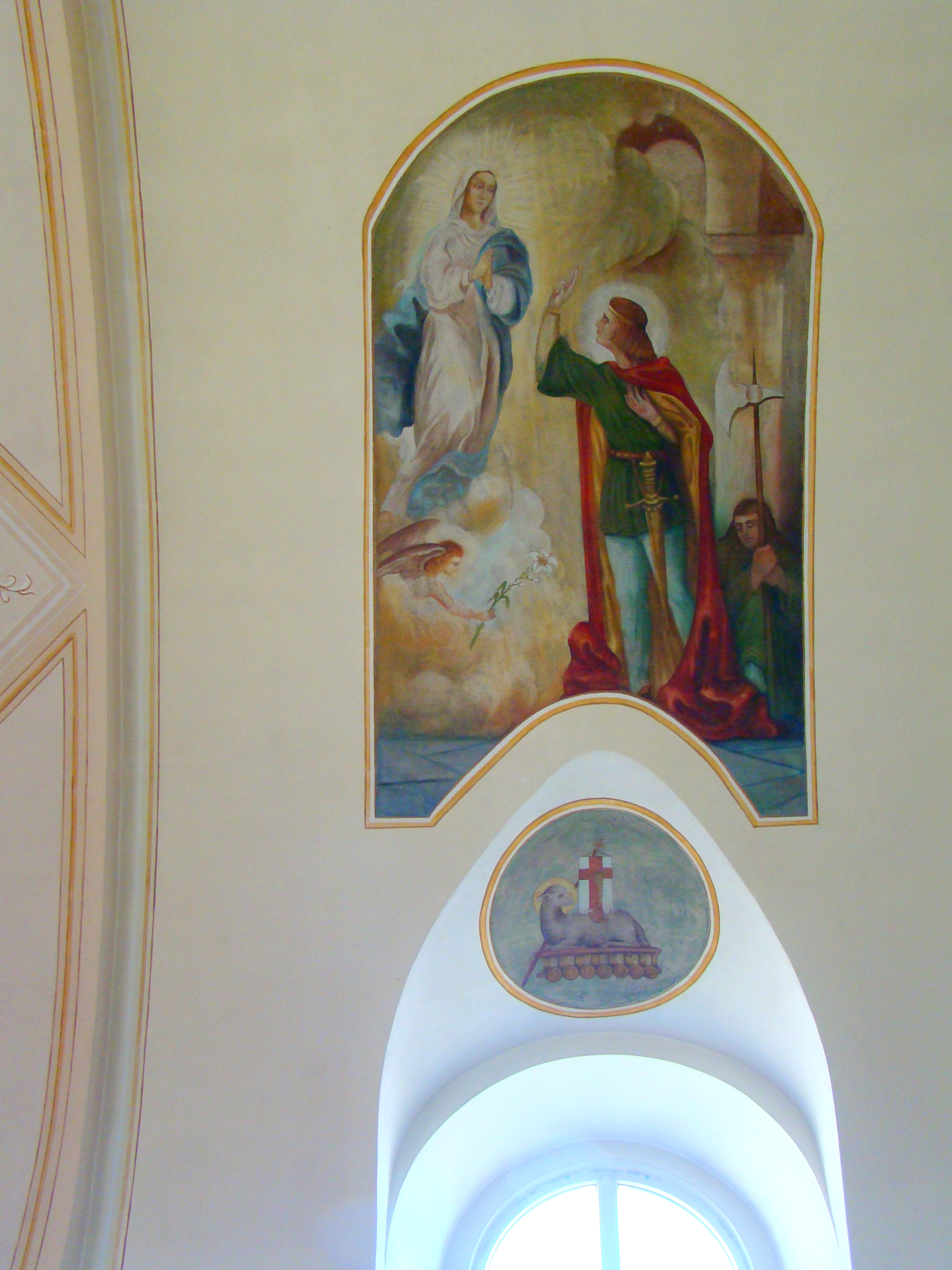
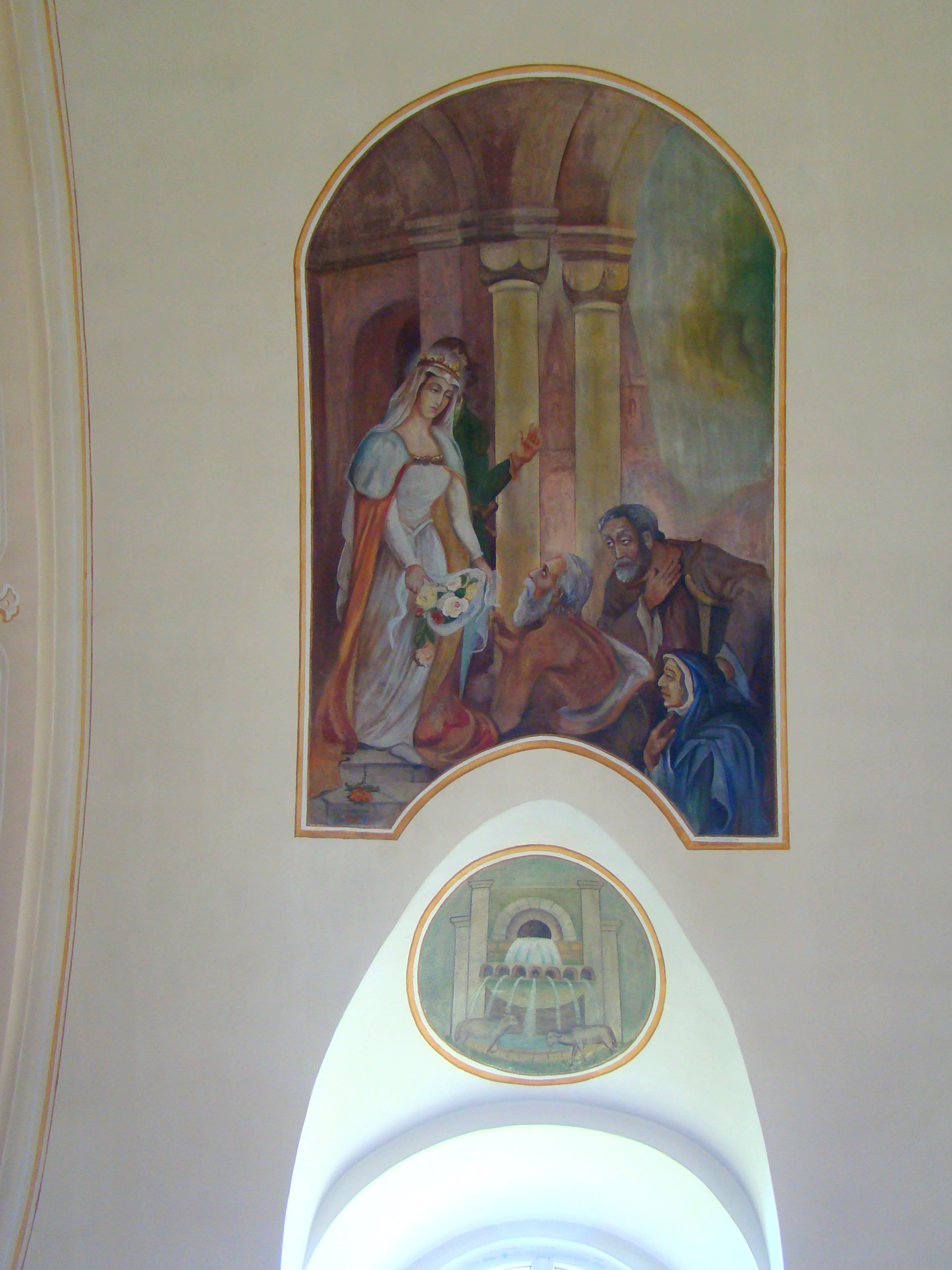
Sfânta Elisabeta a Turingiei
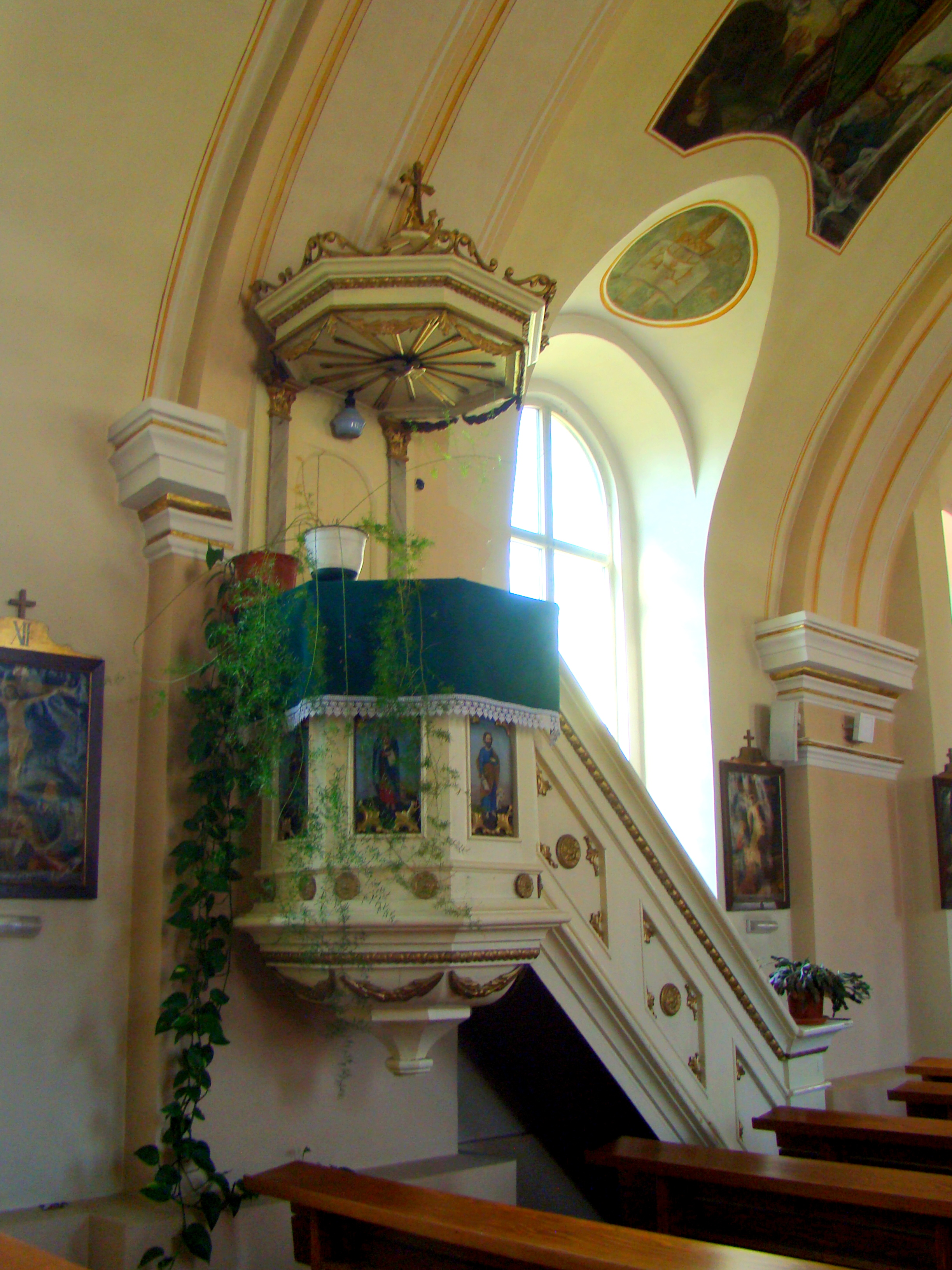
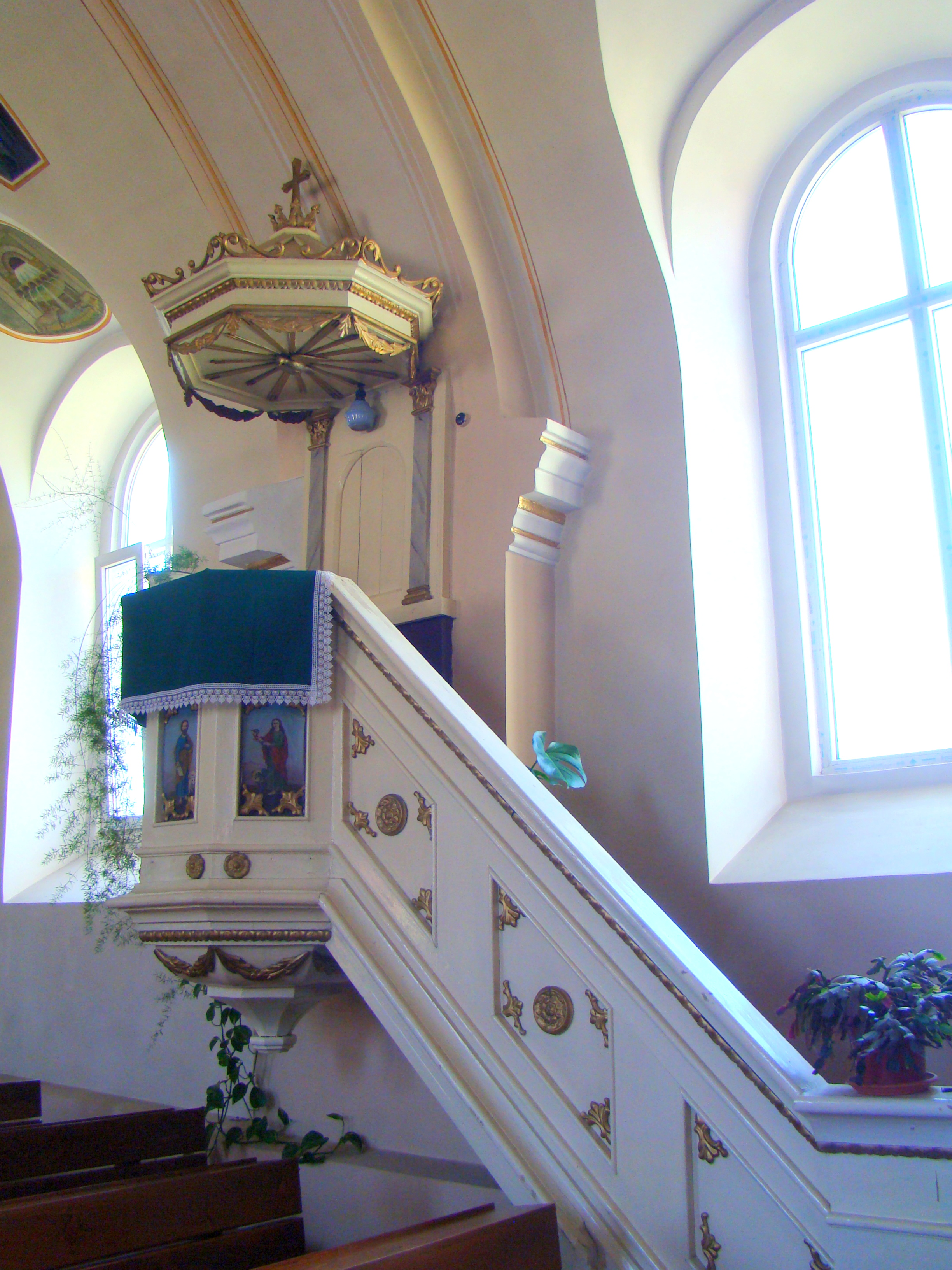
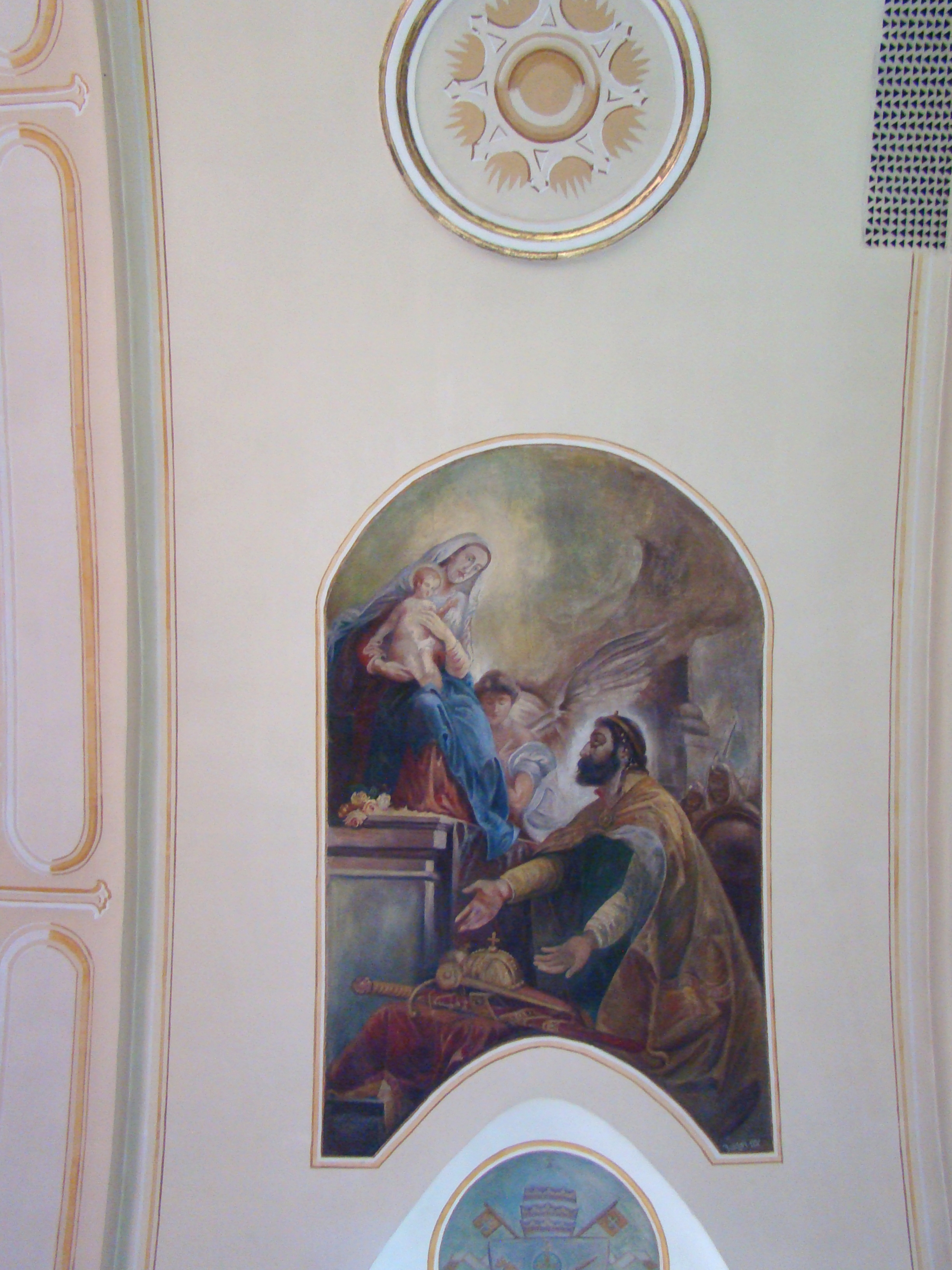
Sfântul Ladislau
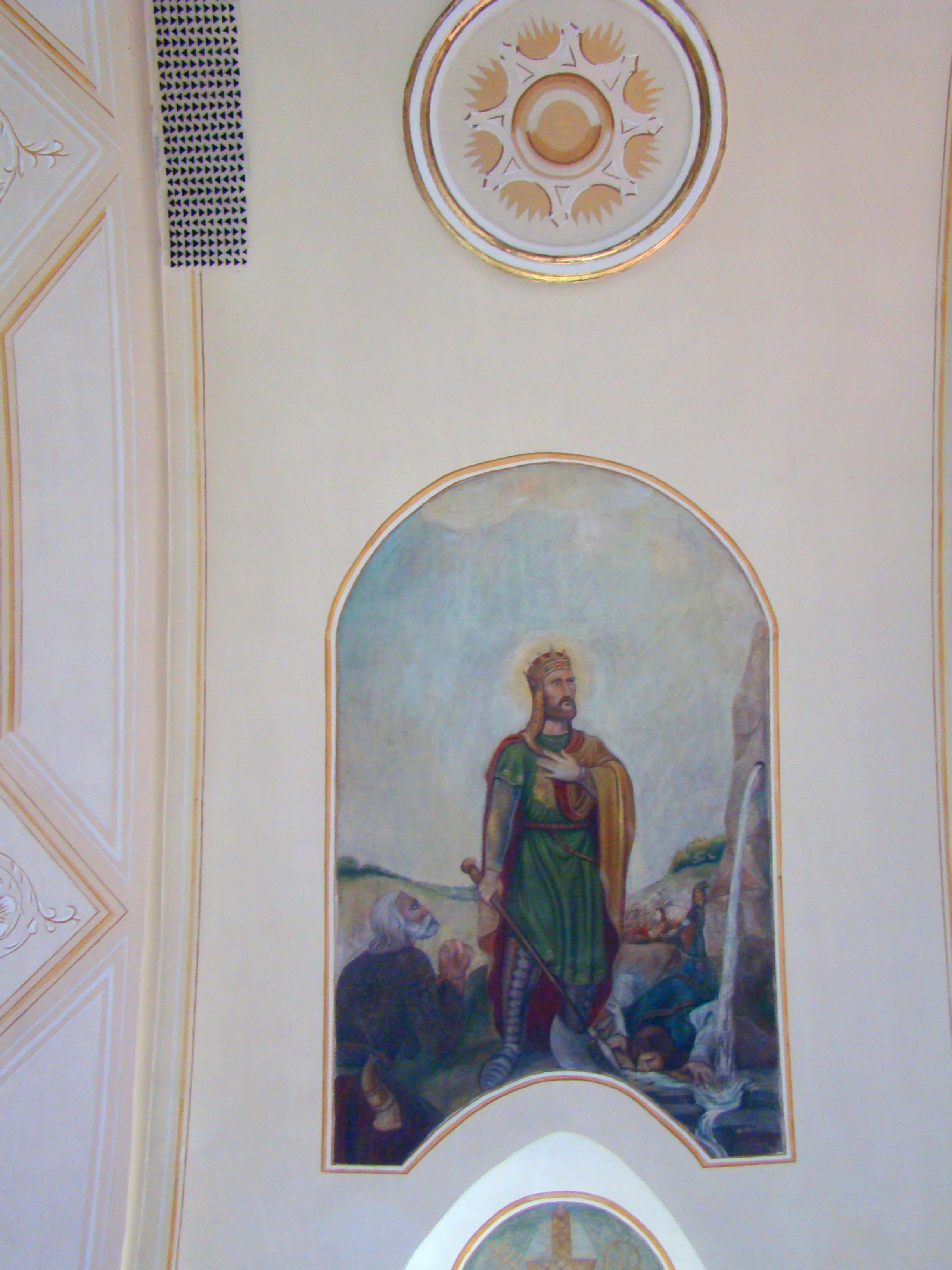
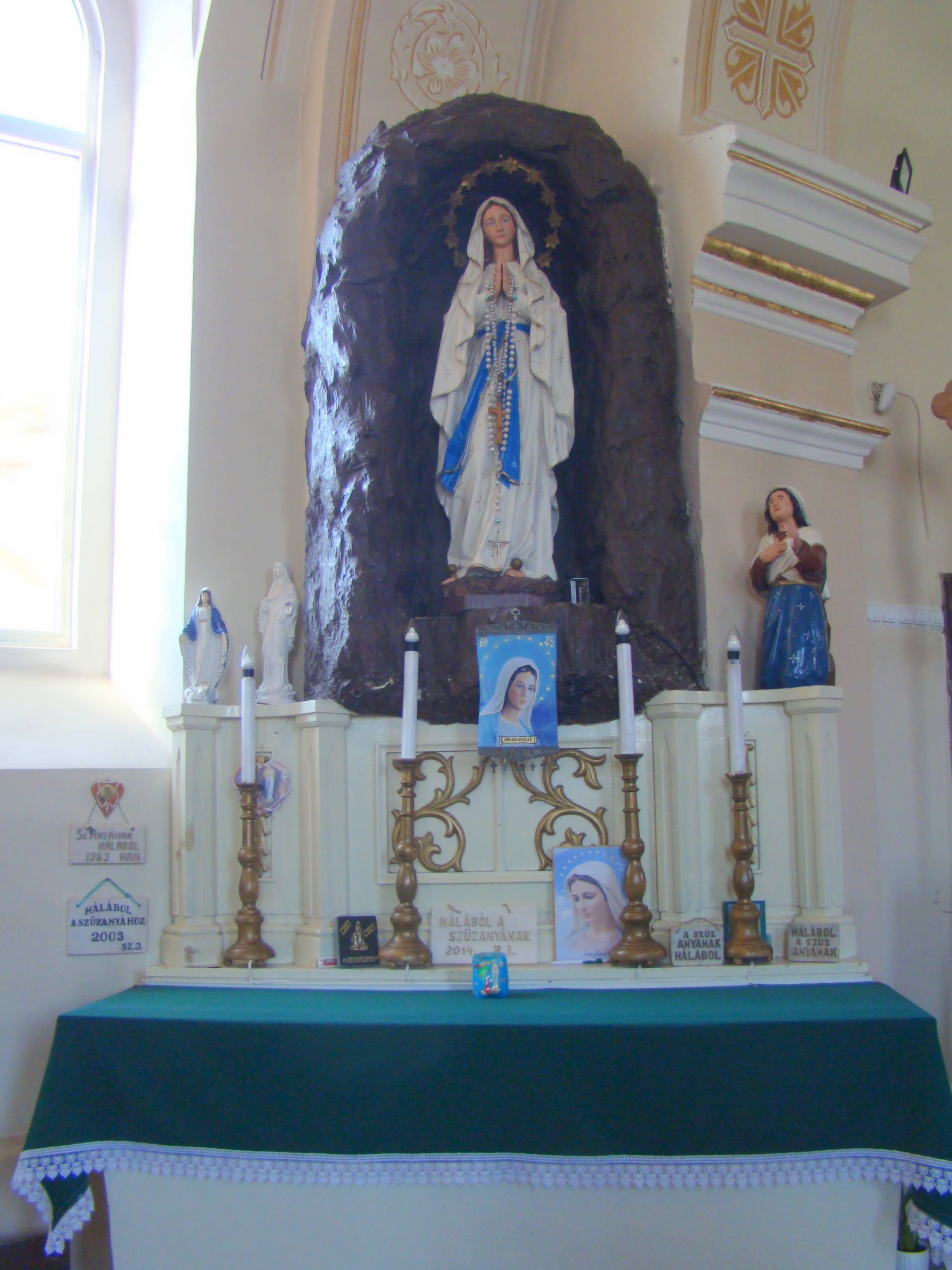
Sf. Maria de la Lourdes
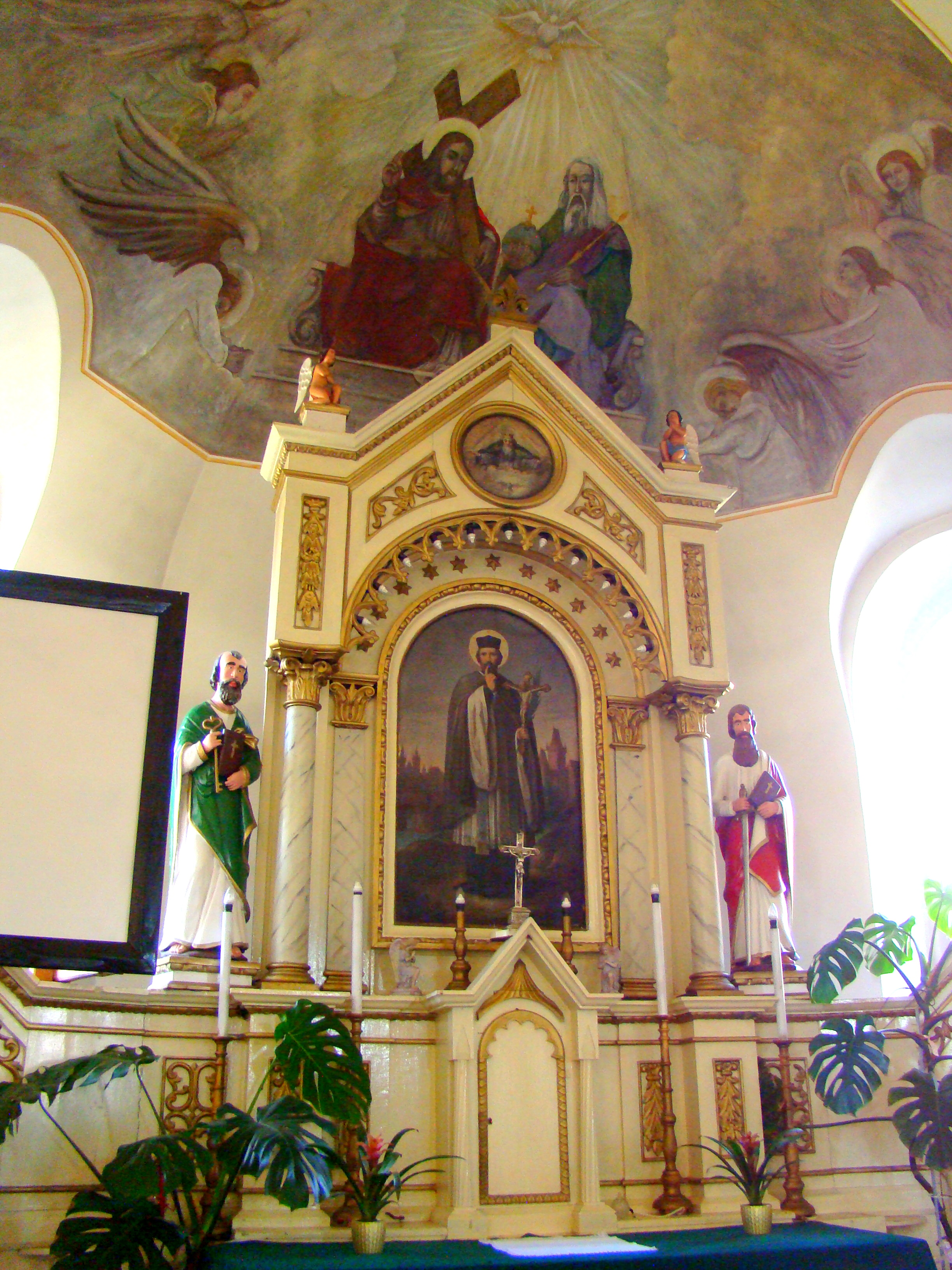
Sf. Ioan Nepomuk, patronul bisericii. Sus e Sf. Treime
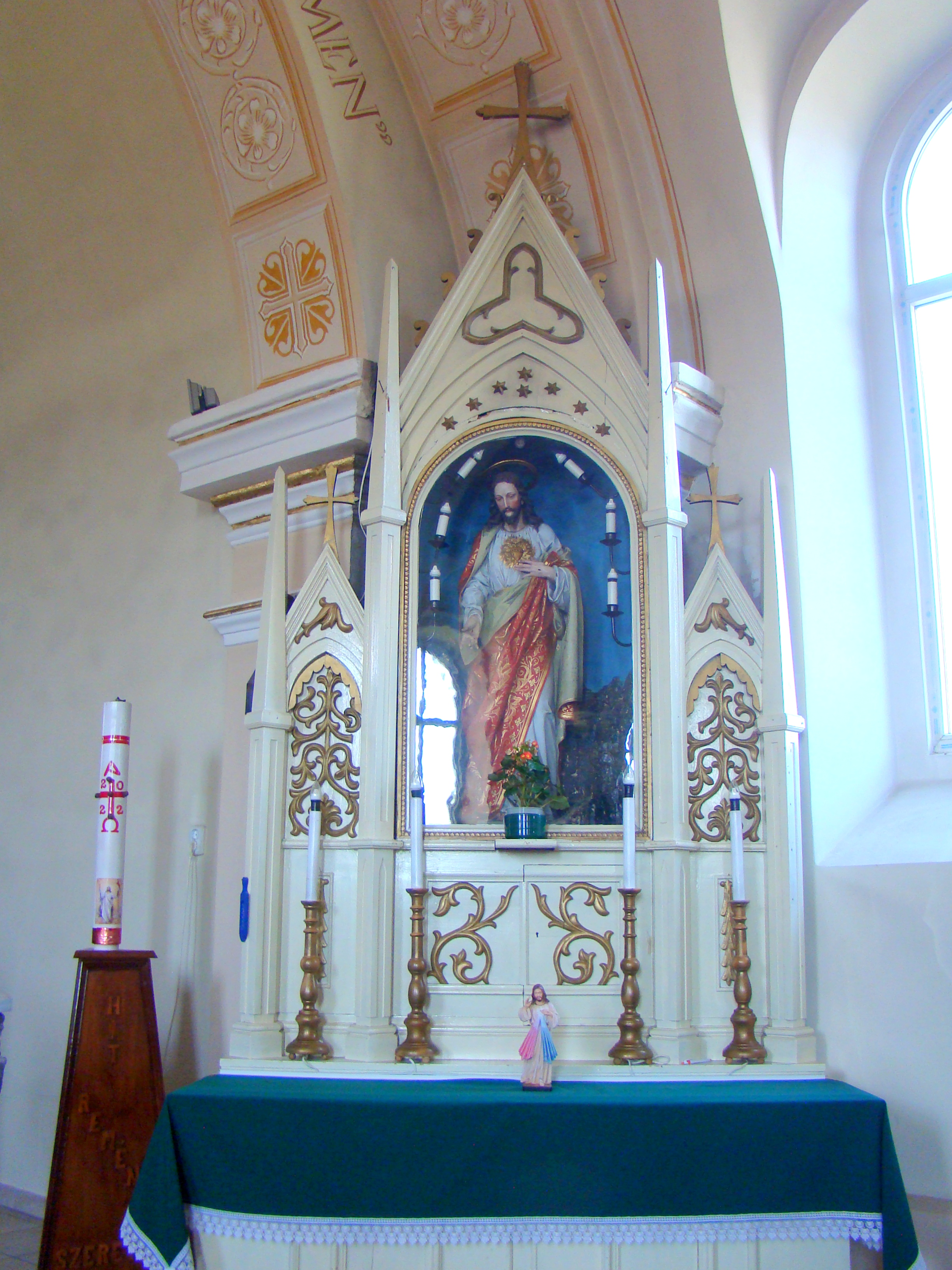
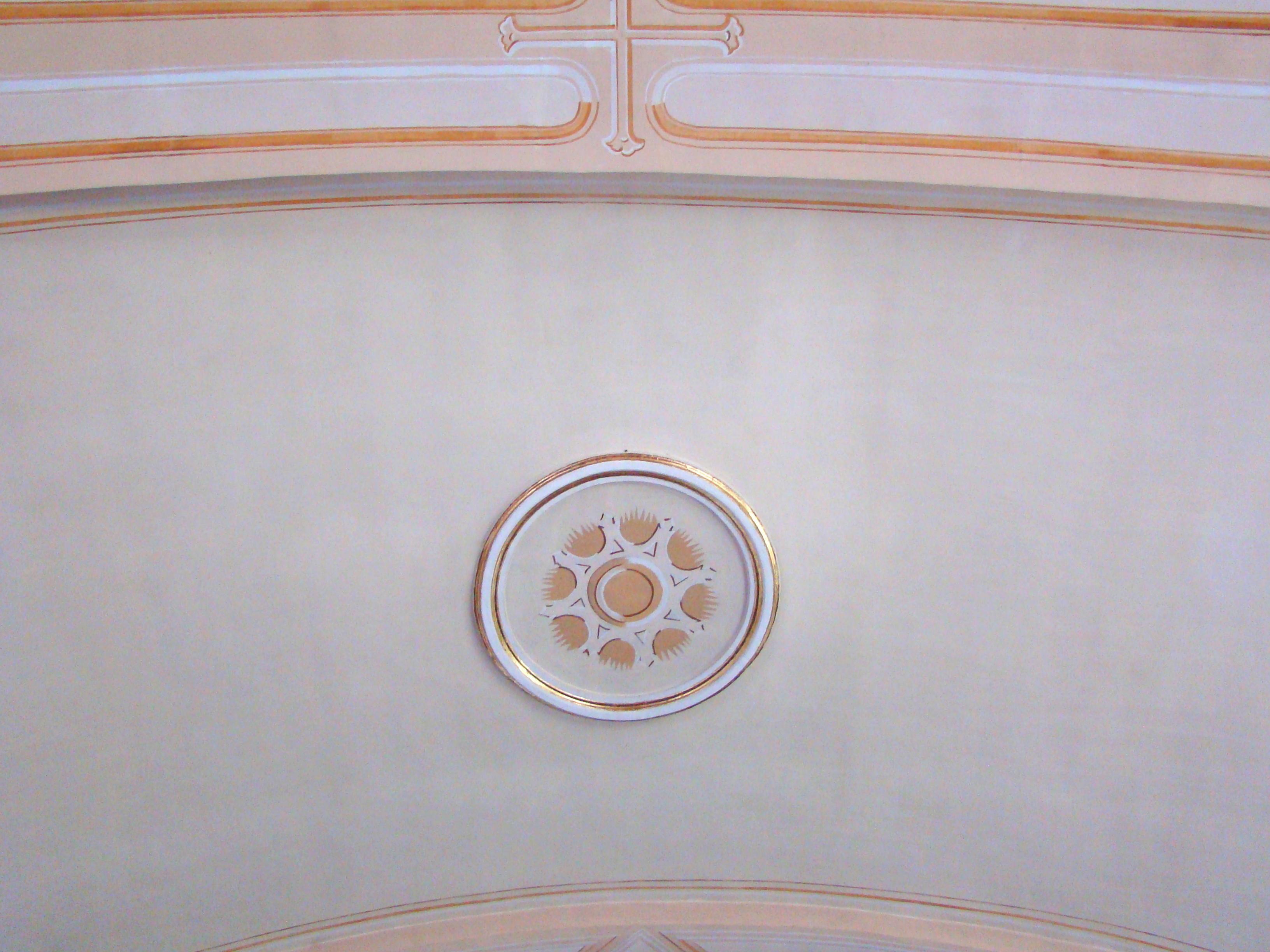
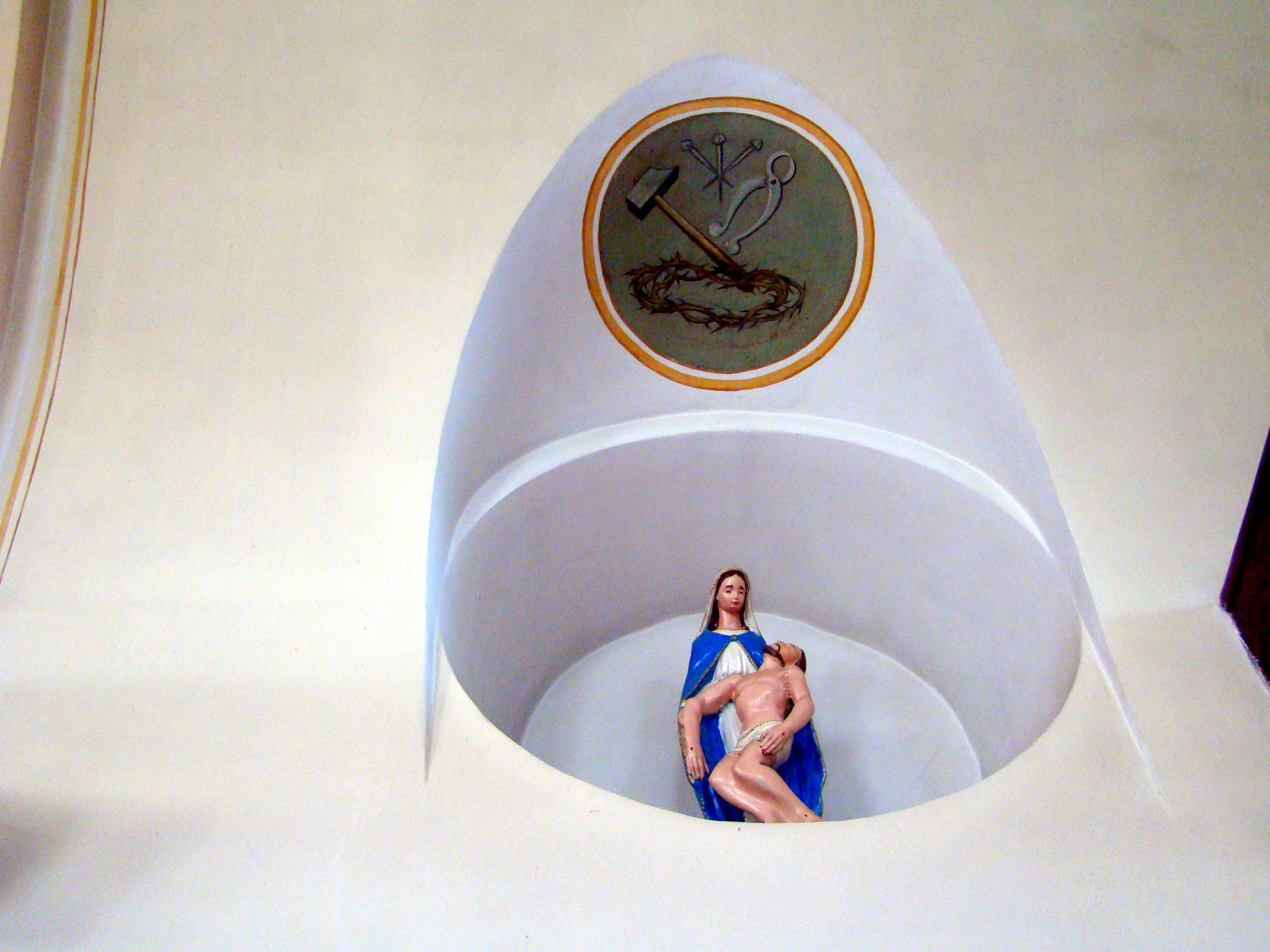
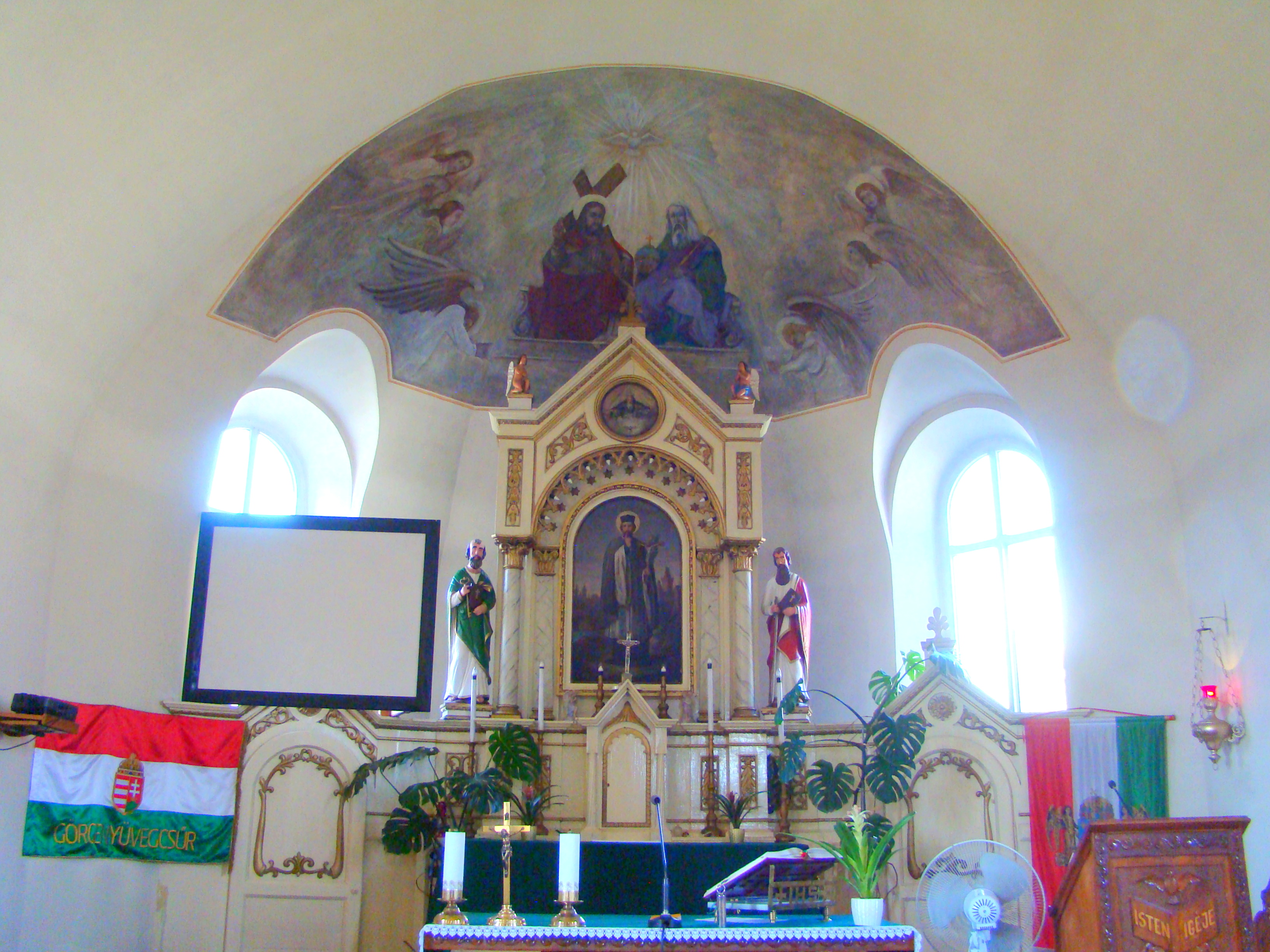
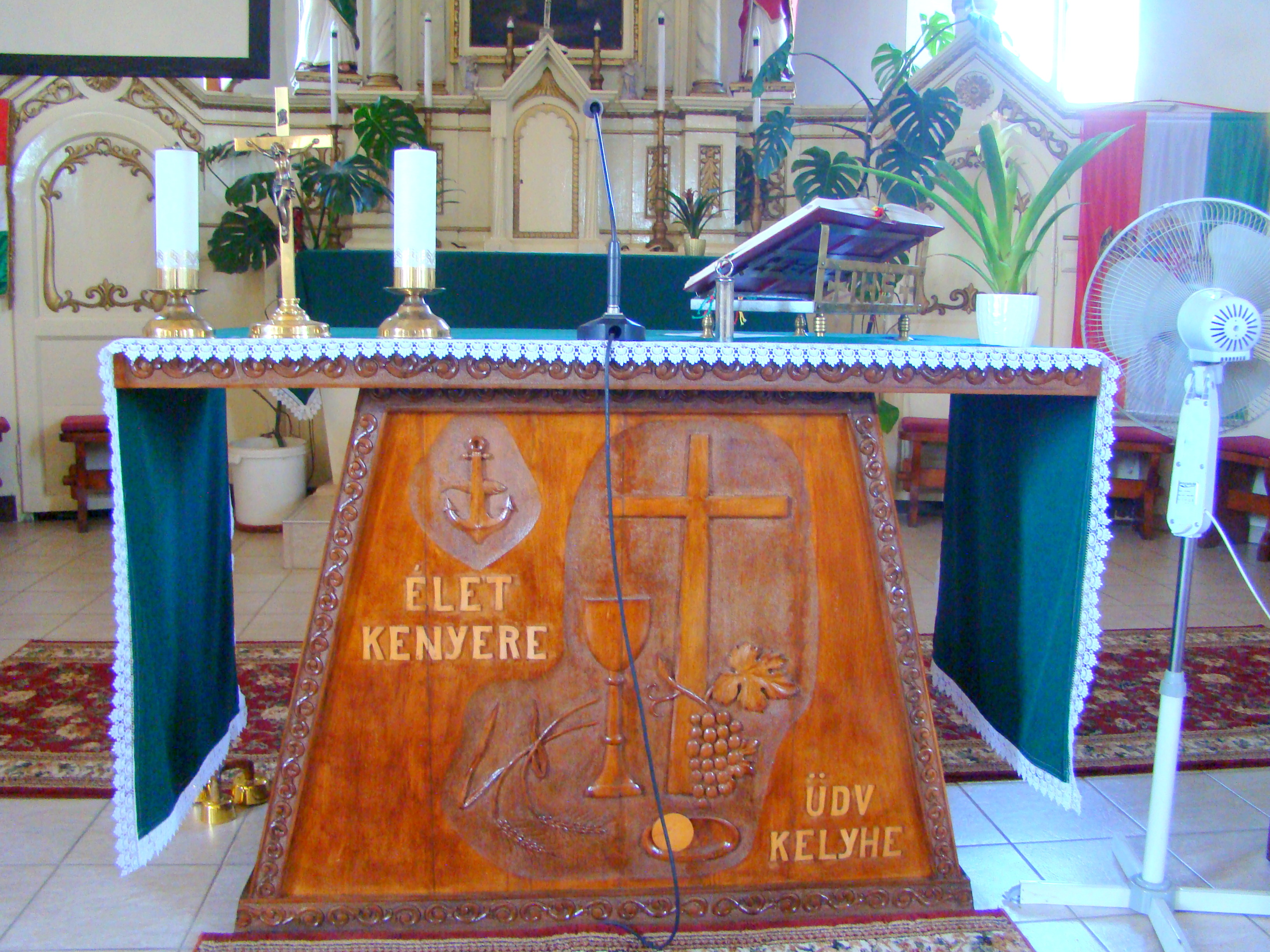
"Pâinea Vieții, Potirul Izbăvirii"
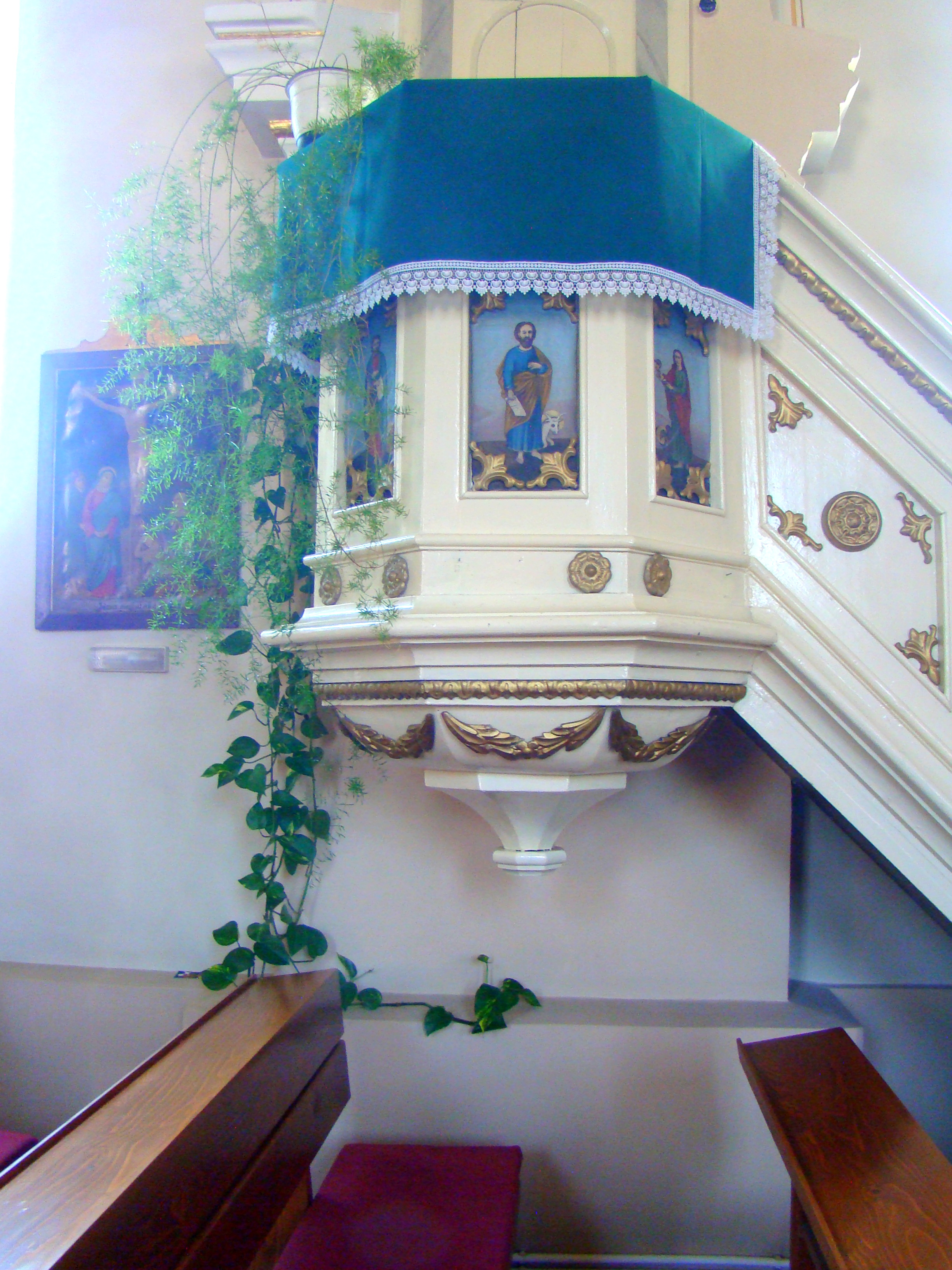
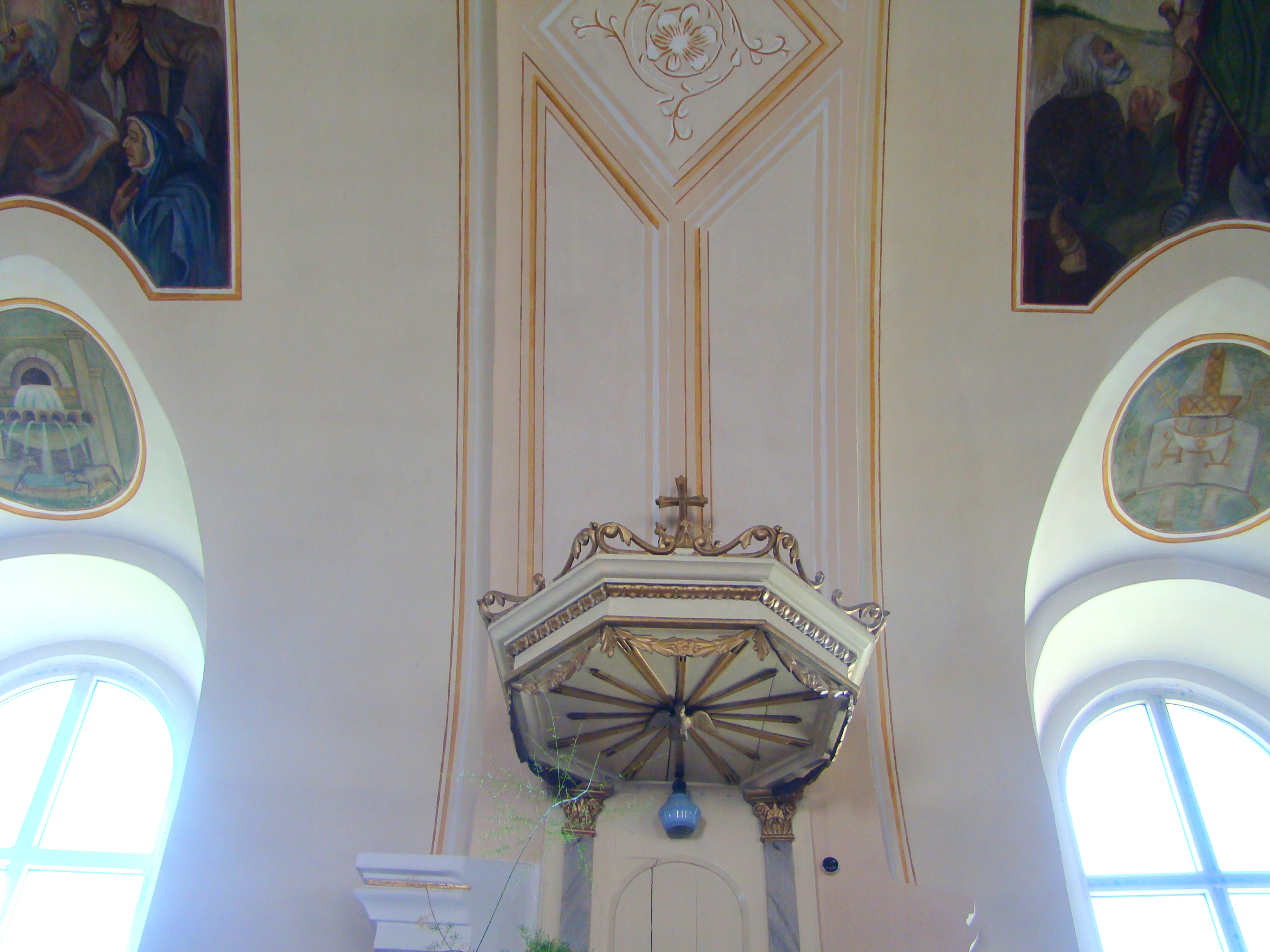
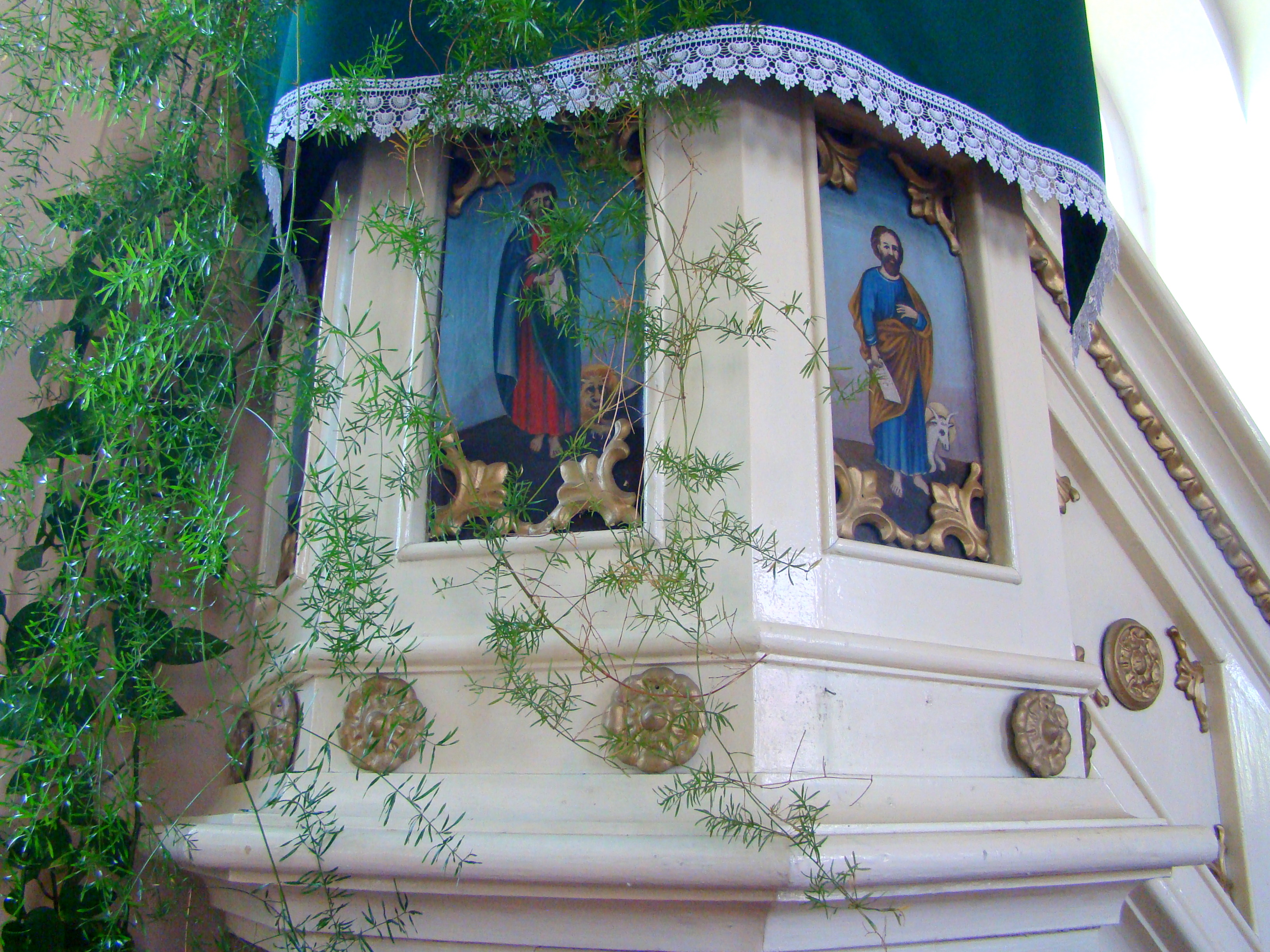
Sfinții Marcu și Luca, evangheliști
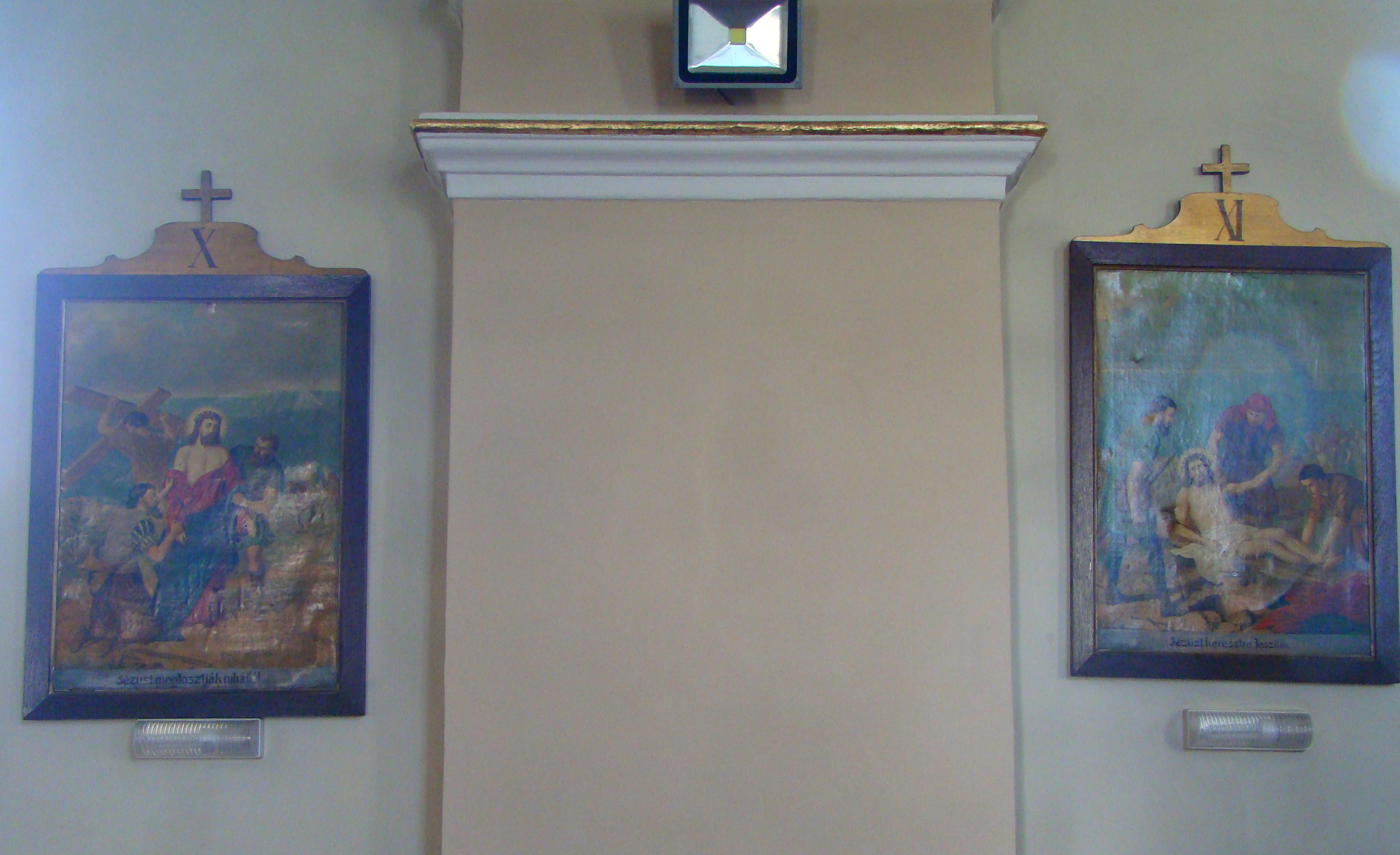
Scene din Calea Sfintei Cruci
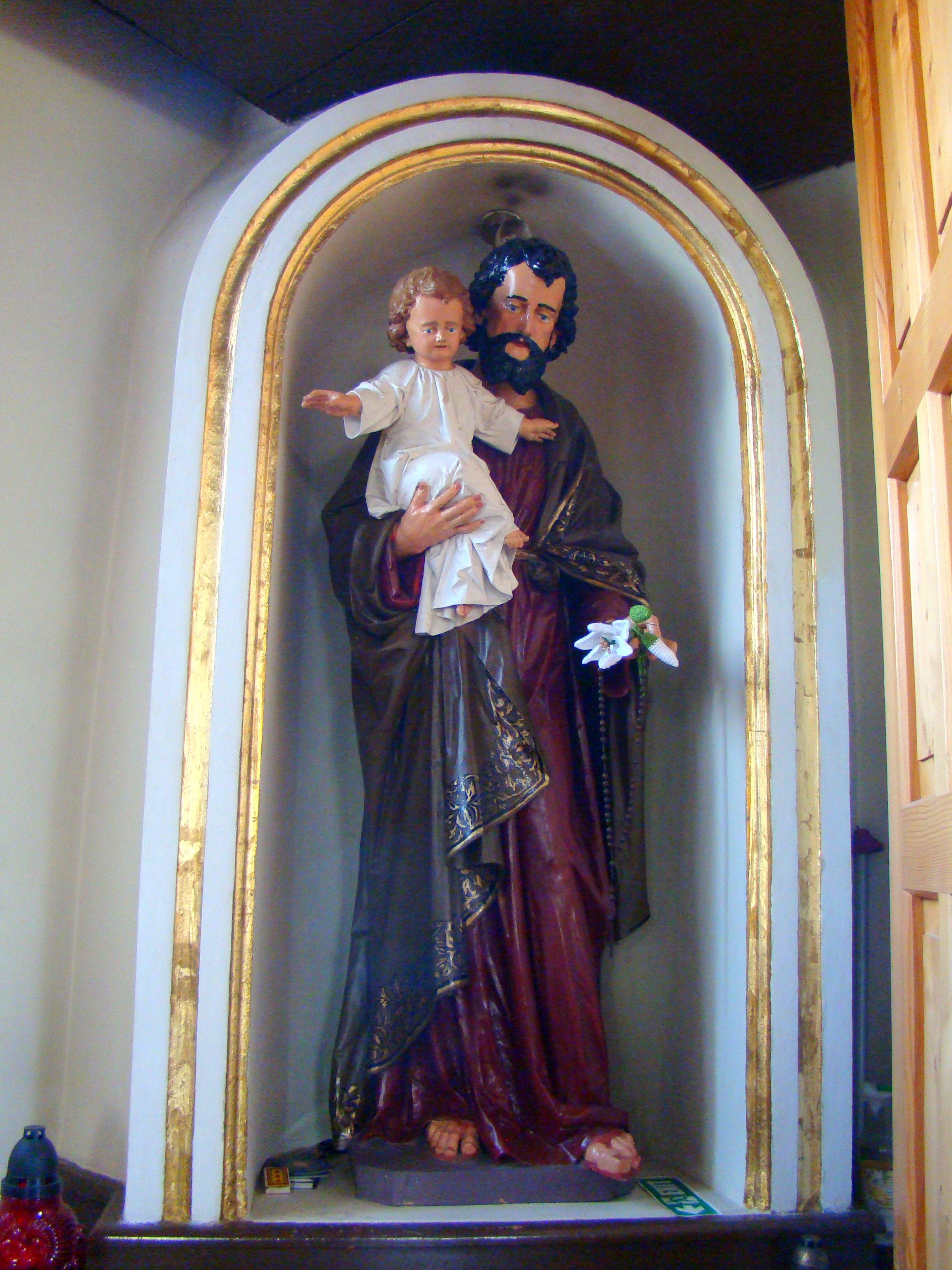
Sfântul Iosif, Muncitorul
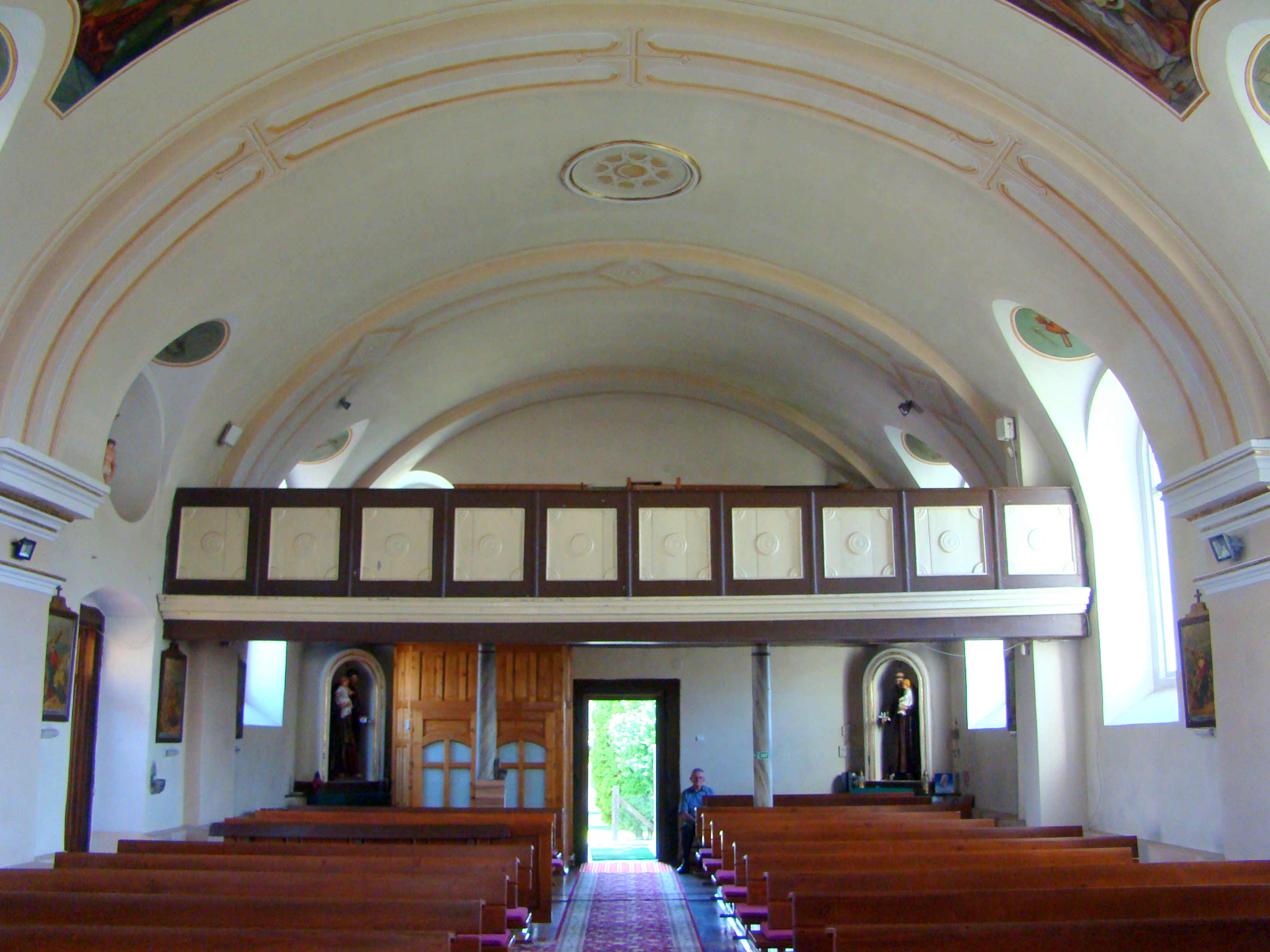
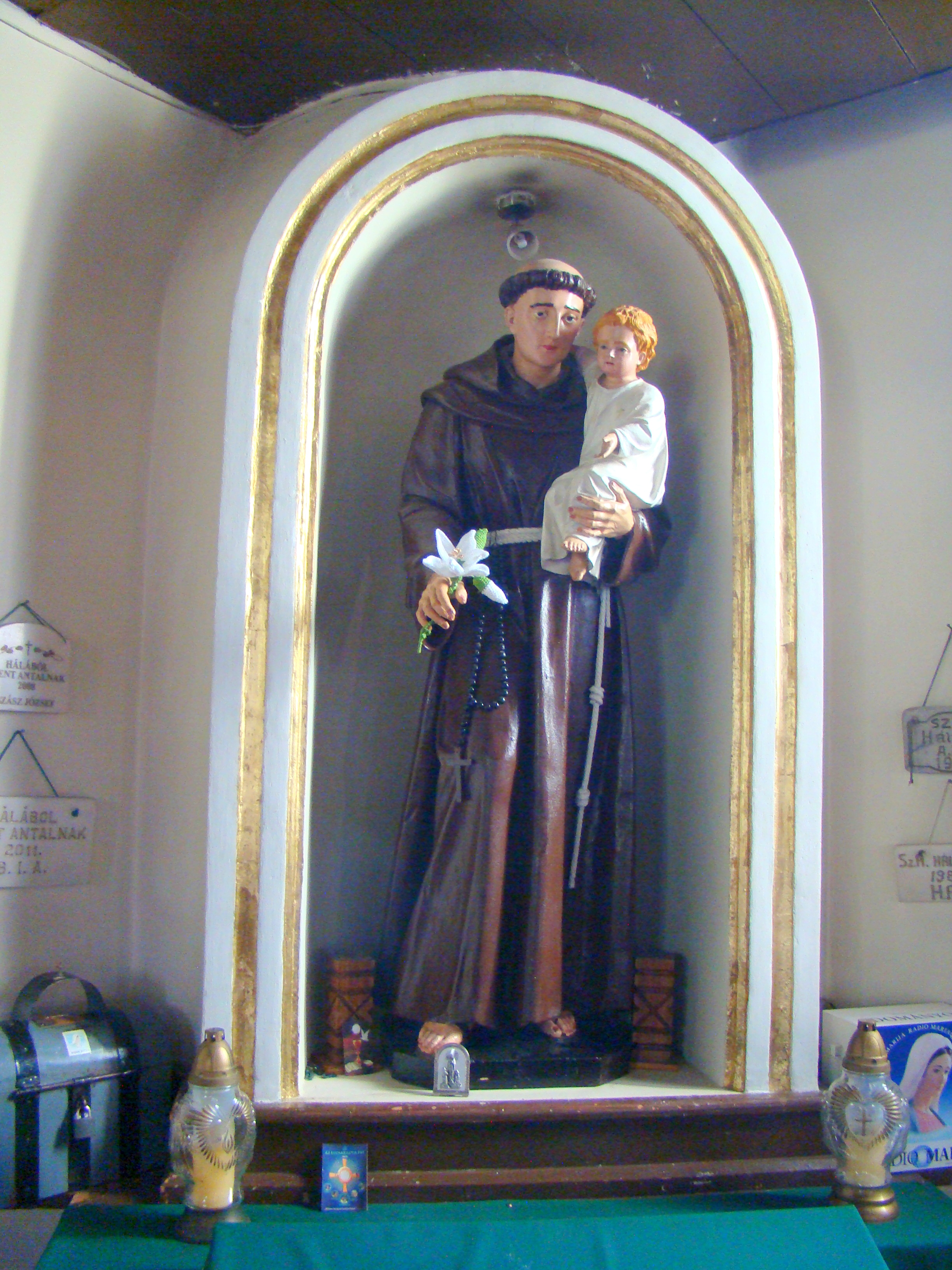
Sfântul Anton de Padova